# メルセデスAMG F1
メルセデスベンツ・グランプリ・リミテッド（Mercedes-Benz Grand Prix Limited）は、モータースポーツ世界選手権「フォーミュラ1」で活動しているドイツのコンストラクター。チーム名称は「メルセデスAMG・ペトロナス・フォーミュラワン・チーム」（2025年時点）。旧名「メルセデスGP」。母体は自動車メーカーのメルセデス・ベンツ。
本項では、ダイムラーのブランドであるメルセデス・ベンツ（以下メルセデス。ダイムラーについて言及するときも同様）によるレーシングコンストラクターについて説明する。近年のチーム名称は、その年々のタイトルスポンサーを冠するのが標準となっている。各SNSなどでは「Mercedes-AMG F1」という呼称を公式に使っており、本項タイトルもそれに準ずる。
1994年以降はエンジンサプライヤーとしての活動も行っているが、詳細は後述及び「メルセデスAMG・ハイパフォーマンス・パワートレインズ」を参照。

## 歴史
メルセデスは2009年11月16日にロス・ブラウンが所有するブラウンGPを買収してメルセデスGPとすること、株式をメルセデスが45.1%、アブダビ企業のアーバー・インベストメンツが30%取得したことを発表しした。メルセデスのグランプリ参戦は1955年以来54年ぶりである。本項ではメルセデスベンツのすべてのレース参戦記録について述べる。
メルセデスAMG(GP)以前のメルセデスのグランプリでの活動はいくつかの時代に分けられる。まず1935年から1939年までの活動、次が1954年と1955年。そして1994年から2009年に至るまでのエンジンサプライヤーとしての活動である。

### 1930年代
メルセデス・ベンツの車両は第二次世界大戦前からモータースポーツに盛んに登場していた。
1935年から1939年の第二次世界大戦勃発まで、メルセデス・ベンツとアウトウニオンのドイツ勢は、ヨーロッパのモータースポーツ界を完全に席巻し、F1世界選手権の前身であるAIACRヨーロッパ選手権のタイトルをメルセデスとアウトウニオンが独占した。
メルセデス・ベンツチームはレース監督アルフレート・ノイバウアー（サインボードの発明者である）により、まさに軍隊的規律の元でレースに臨み、結果を出し続けた。
戦前のグランプリ・レース用主要マシンはW25（1934年 - 1936年）、W125（1937年）、W154（1938年・1939年）、W165（1939年）で、いずれもフロントエンジンながら、時代の最先端を行く性能を有していた。当時の主要ドライバーは、ルドルフ・カラツィオラ（1935年、1937年、1938年ヨーロッパチャンピオン）、マンフレート・フォン・ブラウヒッチュ（Manfred von Brauchitsch）、ヘルマン・ラング（Hermann Lang）（1939年ヨーロッパチャンピオン）、ディック・シーマン（Dick Seaman）。シーマンのみ、英国出身で、他は皆ドイツ人である。
1937年に登場したマシンW125に到っては600馬力を超えるエンジンを持ち、最高速度は現代のF1と遜色ない340km/h以上に達し、そのためW125はターボ・マシン登場以前の1970年代後半になるまで史上最強・最速のレーシング・カーであるとの伝説を保ち続けていた。
同年のアーヴス・レンネン（アーヴスレース；フリー・フォーミュラ＝制限なしで行われた）では、ヘルマン・ラングが特製された流線型ボディのW25に乗り、260.7km/hという現代でも驚かされるような平均速度で優勝しているが、クローズド・サーキットの記録としてはその後20年以上及ぶものはなく、オーバルを使用するインディ500において優勝者の平均速度がこの記録を上回るのは1972年のマーク・ダナヒュー（マクラーレン・オッフィー）の平均261.08km/hを待たねばならないほどである。メルセデスとアウトウニオンは、同年のアーヴス・レンネンの直線では、実に380km/hを出していたと言われている。
1939年のトリポリグランプリ（イタリア領リビアのメラハサーキットで開催。メラハサーキットは一周13kmの高速コースで、当時『モータースポーツのアスコット』と呼ばれていた）は、レース開催の8か月前になって、強すぎるドイツ勢を締め出すべく、当時の国際フォーミュラである3リッター・マシンではなく、イタリア国内ルールである1.5リッター・マシンで実施されることとなった。イタリア側としては短期間での新型メルセデス、新型アウトウニオンの製造は不可能と考えたためであるが、メルセデス・ベンツチームはその当時の3リッター・マシン、W154のミニチュアともいうべきW165を短期間で完成させ、同グランプリにおいてもメルセデス以外の全車を周回遅れとして1-2フィニッシュ（ラング、カラツィオラ）を飾ることとなる。ラングの平均速度は197.8km/hを記録している。なお、W165の実戦はこの年のトリポリグランプリのみであった。
また、ルドルフ・カラツィオラはモータースポーツのみならず、速度記録にも挑戦し、メルセデス・ベンツのレーシングカーを改造したレコードブレーカーに乗り、数々の速度記録を打ち立てている。1938年には、フランクフルト：ダルムシュタット間のアウトバーンにおいて、フライング・キロメーターで432.7km/hを記録している。
1935年から再開されたヨーロッパ・ドライバーズ選手権において、メルセデスのシルバー・アローとアウトウニオンのシルバー・フィッシュは激しく争った。この選手権は1939年8月20日のスイスグランプリまで続いたが翌月の第二次世界大戦の勃発によって消え去った。

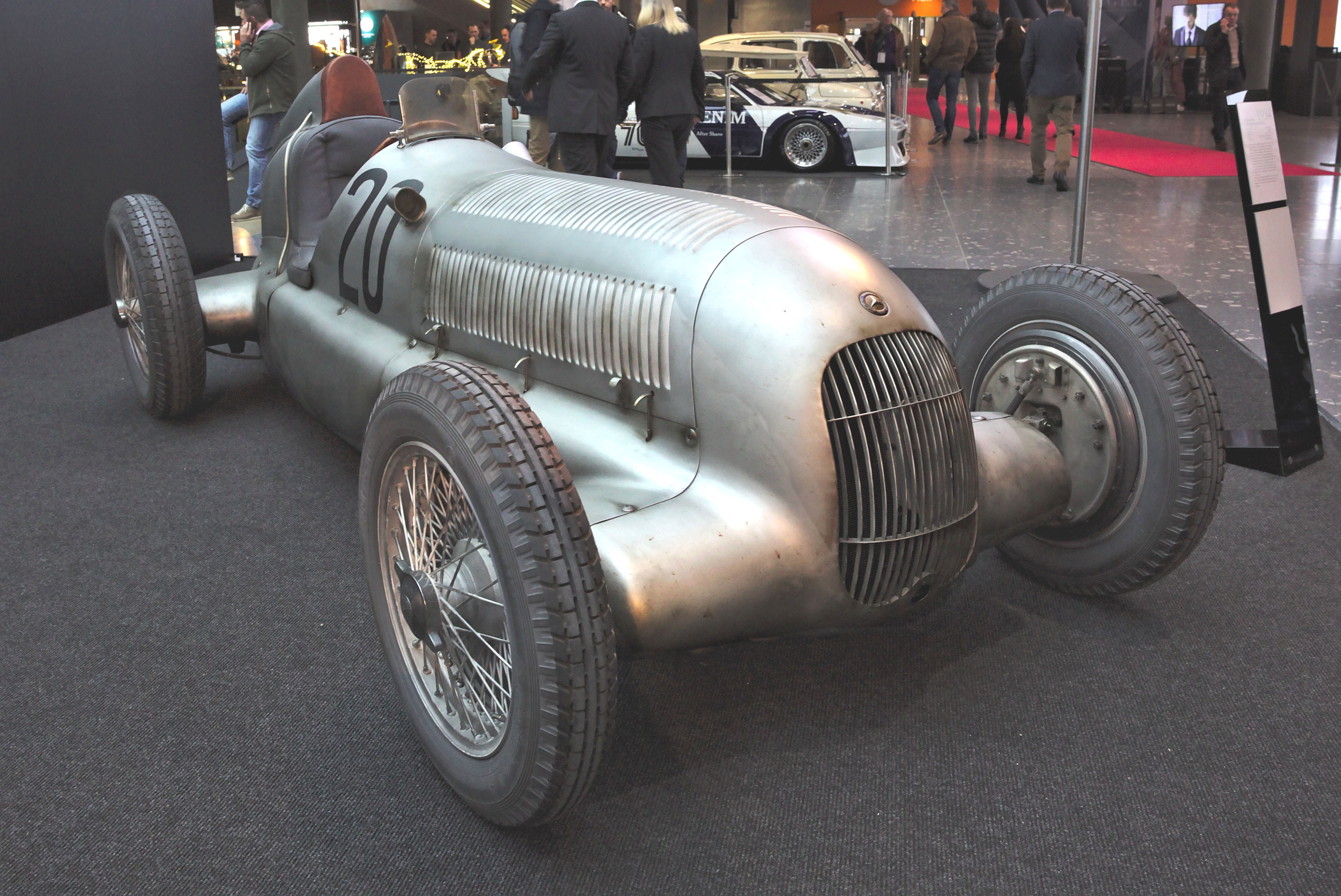
メルセデス・ベンツ・W25 1934-1936年 このマシンが最初のシルバー・アローである。
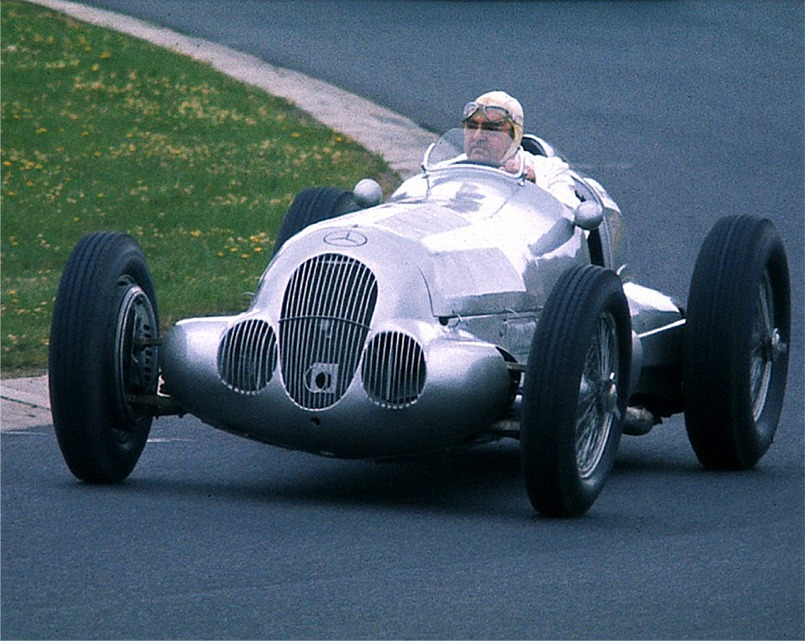
メルセデス・ベンツ・W125 1937年
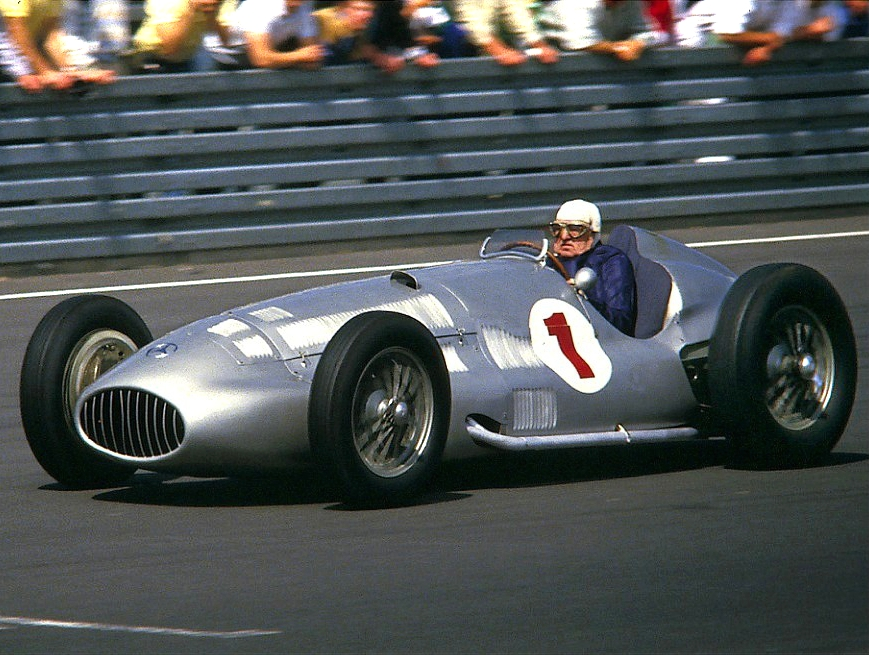
メルセデス・ベンツ・W154 1938-1939年

#### シルバー・アローという呼称
1934年にニュルブルクリンクで開催されたアイフェルレンネンで、新型のメルセデスW25が750kgの規定重量を1kgオーバーしてしまい、軽量化するために当時のドイツのナショナルカラーであった白の塗装を一晩をかけて剥がしアルミむき出しのボディーで出場したという逸話がある。この出来事がシルバー・アローという呼称のはじまりであるとする説はメルセデス・ベンツが日本公式ウェブサイトで紹介しているほど一般的になっている。
この逸話はノイバウアーが自伝を出版した1958年に初めて世に出たもので、このエピソードを裏付ける当時の他の資料は見つかっていない。一方で、1932年には既にフォン・ブラウヒッシュが銀色のメルセデスSSKLでアヴスのレースに出走しており、当時のラジオ放送でその車両がシルバー・アローと呼ばれていた。加えてアイフェルレンネンより以前に開催された1934年のアーヴス・レンネンにメルセデスとアウトウニオンはともに銀色のレースカーを出走させており、また1934年のアイフェルレンネンは出走台数を確保するため1934年導入の新フォーミュラ（最大重量750kg)ではなく以前のフォーミュラ・リブレ(最大重量規定無し)のレギュレーションで開催されたため、1934年のフォーミュラに合わせて設計されたW25の重量が問題になるはずは無かった。

### 1954年 - 1955年
第二次世界大戦によってメルセデスは大打撃を受けた。生産施設は破壊され、加えて戦前・戦中にナチスに協力したと見られてその補償も義務付けられた。メルセデスにとってグランプリへの復帰は悲願であったが、当分のレース活動は市販のメルセデス・ベンツ・300SLを用いたル・マン24時間レースなどに限定された。
1954年に満を持して再びノイバウアーを監督としてメルセデスはF1世界選手権への参戦を決定した。ドライバーには1951年チャンピオンのファン・マヌエル・ファンジオを迎えた。マシンはメルセデス・ベンツ・W196という革新的なクルマであった。このクルマが7月にランス・グーに現れたとき、それはオープンホイールですらなかった。このマシンでファンジオはポールトゥーウィンを飾り戦前のメルセデスの強さは健在であることを見せ付けた。ただしこのマシンはサーキットによってはボディーが大きすぎることがわかったので、オープン・ホイールのタイプも作られた。
ファンジオやスターリング・モスの活躍により出走した12レースで9勝（詳細はメルセデスのF1における成績一覧#ダイムラー・ベンツ時代を参照）を挙げた。両年ともにファンジオがワールドチャンピオンを獲得した。
しかし、1955年のル・マン24時間レースでピエール・ルヴェーの運転するメルセデス300SLRがクラッシュし、分解したマシンのエンジンとサスペンションが200km/hを超える速度のまま観客席に飛び込み、200名以上の観客を死傷させる大惨事となった。死者に哀悼の意を表し、メルセデスは事故の数時間後に自チームの全車両を自主リタイアさせ、レースから撤退した。この事故を受け、スイスではサーキットを使用するモータースポーツ自体が禁止される事態となった。また、メルセデスは1955年末で全てのモータースポーツ活動から撤退し、その後1980年代になるまで復帰することはなかった。

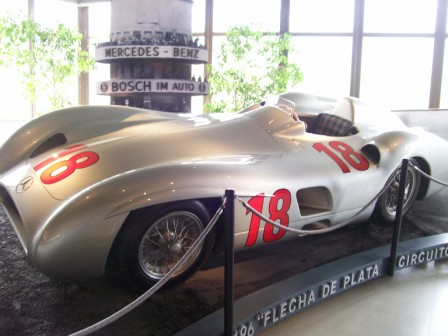
メルセデス・ベンツ・W196 フランスグランプリでデビューしたマシン
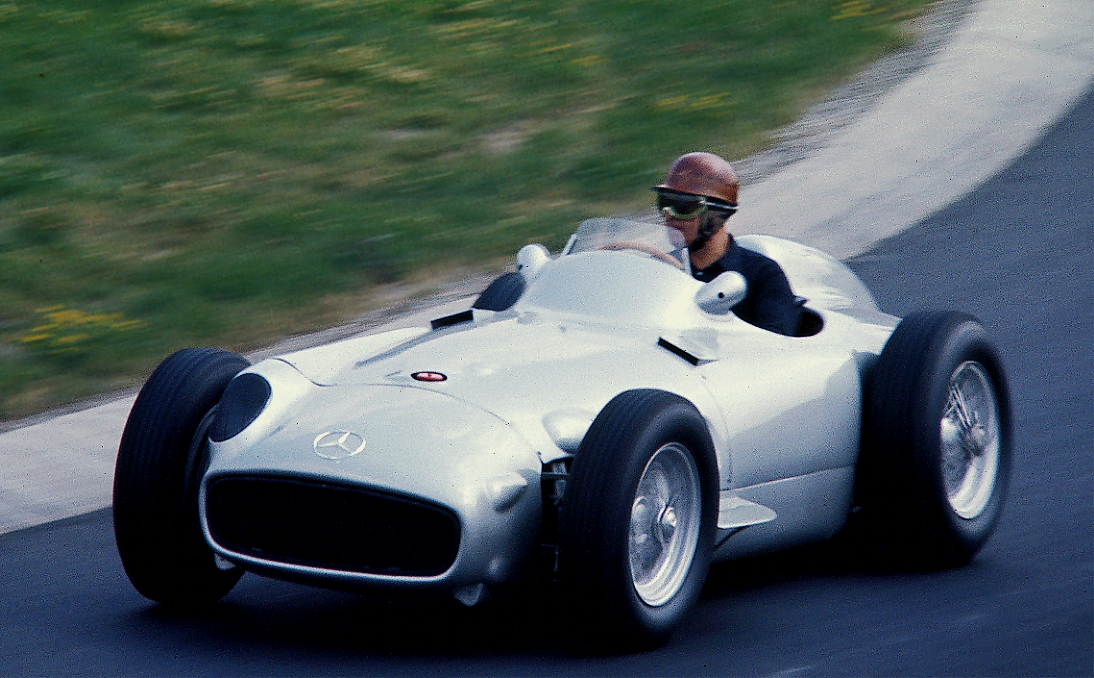
メルセデス・ベンツ・W196 オープン・ホイールタイプ

### モータースポーツへの復帰
1980年代に入ってメルセデスはモータースポーツへの復帰を表明し、スポーツカーレースへの参加を始めた。ザウバーと共同でWSPC（世界プロトタイプカー選手権）への出場、1989年のドイツF3選手権でのランキング上位3名であるミハエル・シューマッハ、ハインツ＝ハラルド・フレンツェン、カール・ヴェンドリンガーの若手ドイツ系ドライバーの育成プログラムを開始する等、徐々に本格的な関わりを構築していった。
ル・マン24時間レースにも1985年に復帰した。初年度はザウバー・C8がミュルサンヌで宙を舞うアクシデントを起こしたが、1989年には見事総合優勝を遂げる。後年、1999年には犠牲者こそ出なかったが予選、フリー走行、決勝レースでメルセデス・ベンツ・CLRが宙を飛ぶ事故を計三度も起こしてしまった。この際もレースでの事故発生直後に全車をリタイアさせており、その後のル・マンには参戦していない。

### 1993年-2009年 F1エンジンサプライヤー
1990年代序盤にはフォーミュラカー用エンジンビルダーであるイルモアに資本参加し、インディカーおよびF1へ復帰。1993年にイルモアエンジンをConcept by Mercedes-Benzとしてこの年から同じくF1へ参加したスポーツカーレースでのパートナー、ザウバーに提供した。翌1994年から正式にF1への復帰を宣言し、ザウバーにメルセデス・ベンツのバッジを付けたエンジンを供給した。この間、1991年からF1に参戦し、翌1992年にF1初勝利を挙げていたシューマッハは1994年にドイツ人初のドライバーズタイトルを獲得。また、1993年からヴェンドリンガー、1994年からフレンツェンが共にザウバーのシートを得て、ここにドライバー育成プログラムは一定の結果を生み出す事になった。
1995年からはザウバーからマクラーレンに供給先を変えた。マクラーレンは1997年からスポンサーをマールボロからウエストに変更し、同社のタバコパッケージをもじってマシンのカラーリングをシルバーに変更した。以降メルセデスエンジンを搭載したマクラーレンが「シルバー・アロー」と呼ばれることになった。1998年にはミカ・ハッキネンがドライバーズタイトルを獲得し、コンストラクターのタイトルも獲得した。1999年にはコンストラクターのタイトルは逃したものの、ハッキネンが選手権2連覇を果たした。2008年にはルイス・ハミルトンがドライバーズタイトルを獲得した。
2009年にはフォース・インディア、ブラウンGPにも供給した。ブラウンGPに所属するジェンソン・バトンがドライバーズタイトルを獲得し、同チームもコンストラクターズタイトルを獲得した。
マクラーレン・グループの株式をダイムラーが40%を取得していたことから、マクラーレンを完全買収してメルセデス・ベンツ単独でのF1参加を画策しているという噂は根強かったが、2009年11月16日にブラウンGPの株式をアブダビ政府系の投資会社アーバーインベストメントと共に75.1%をダイムラーが取得し2010年のF1世界選手権からメルセデスGPとして参戦するとしている。また同時に2011年までにマクラーレン・グループ株式を全てマクラーレン・グループに売却をしエンジン供給については2015年まで延長する発表を行ったが、マクラーレンは1年早い2014年をもって20年に渡るメルセデスとの協力関係を終了した。

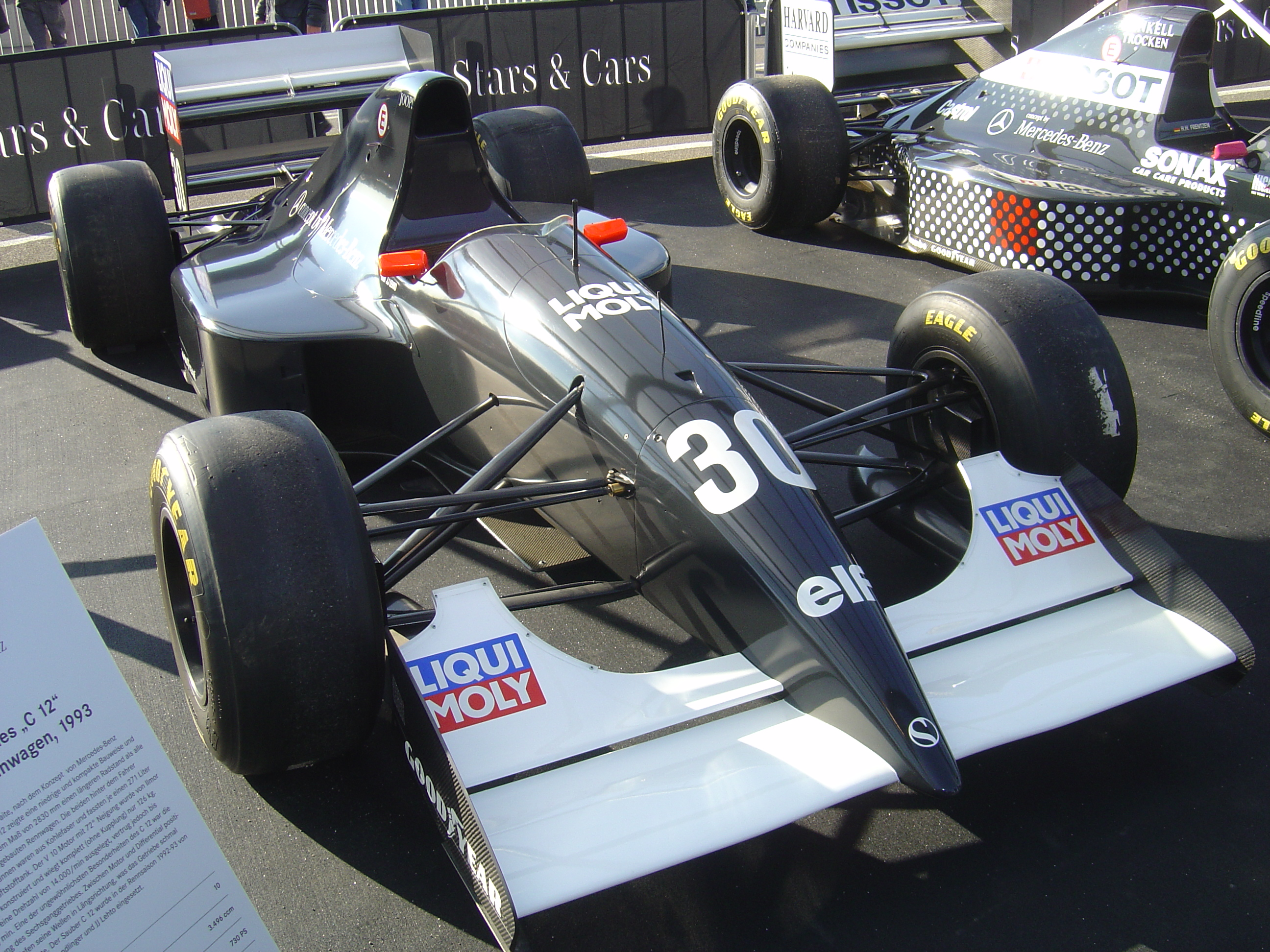
ザウバー・C12 1993年
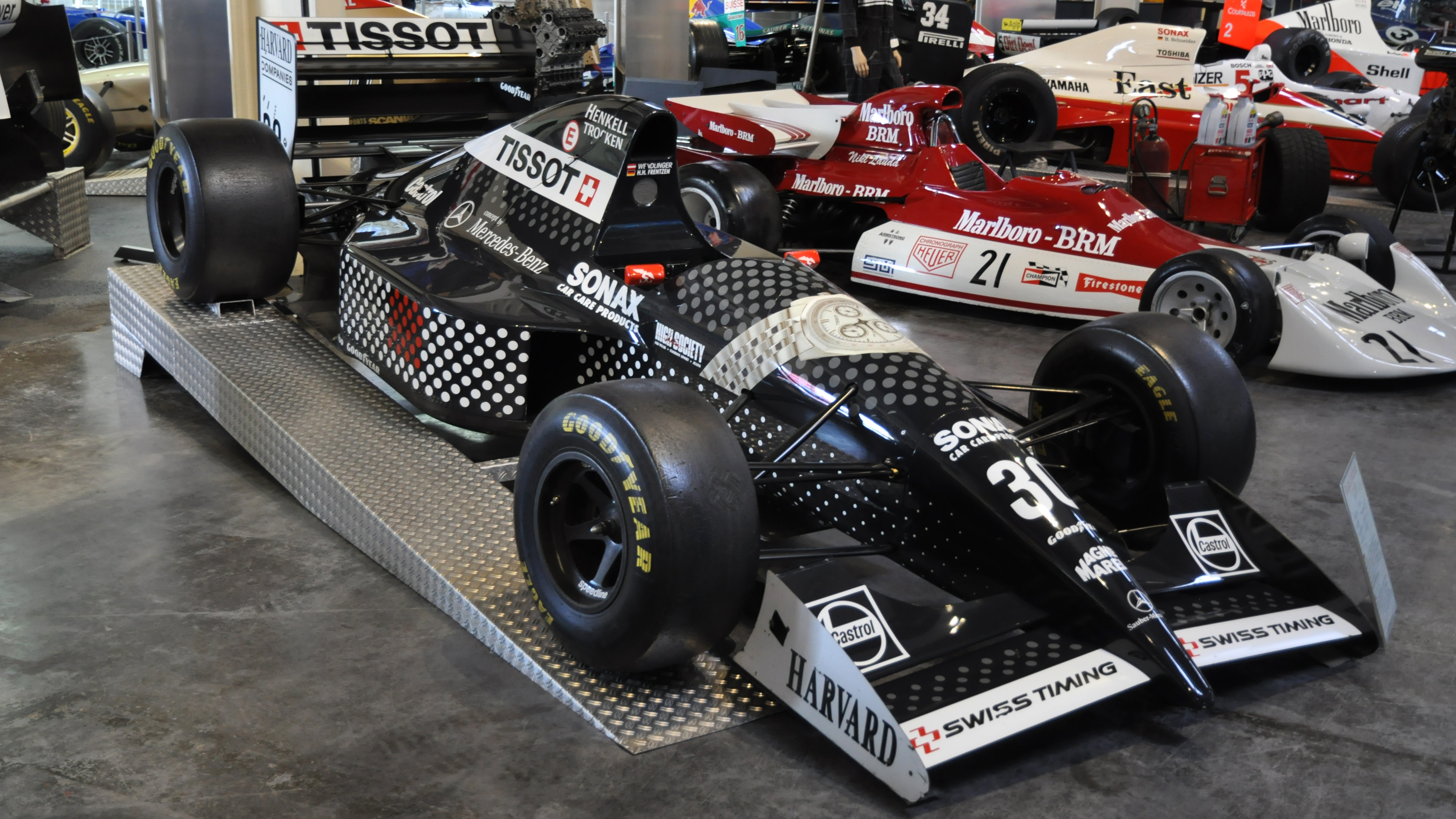
ザウバー・C13 1994年
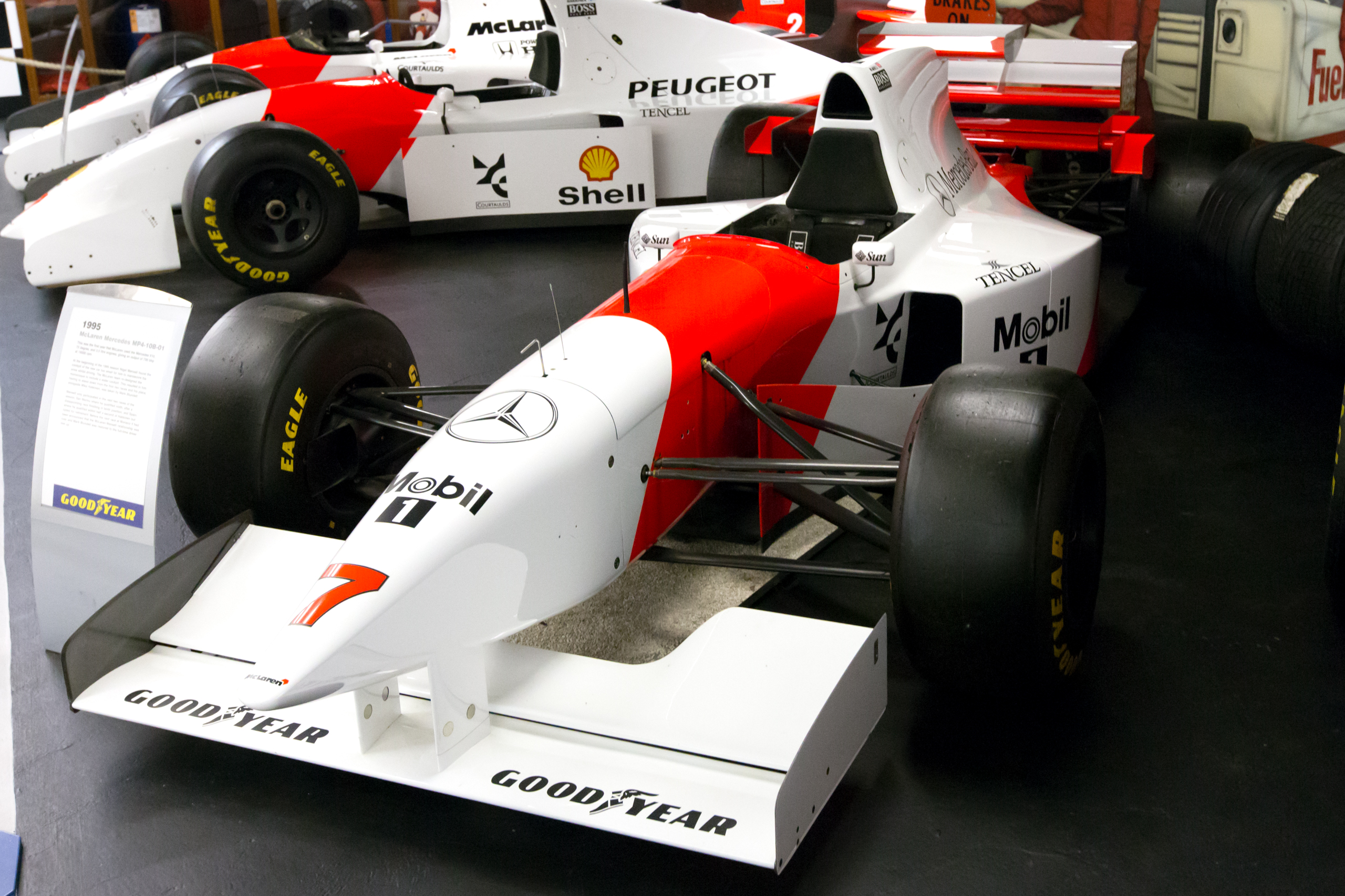
マクラーレン・MP4/10B 1995年
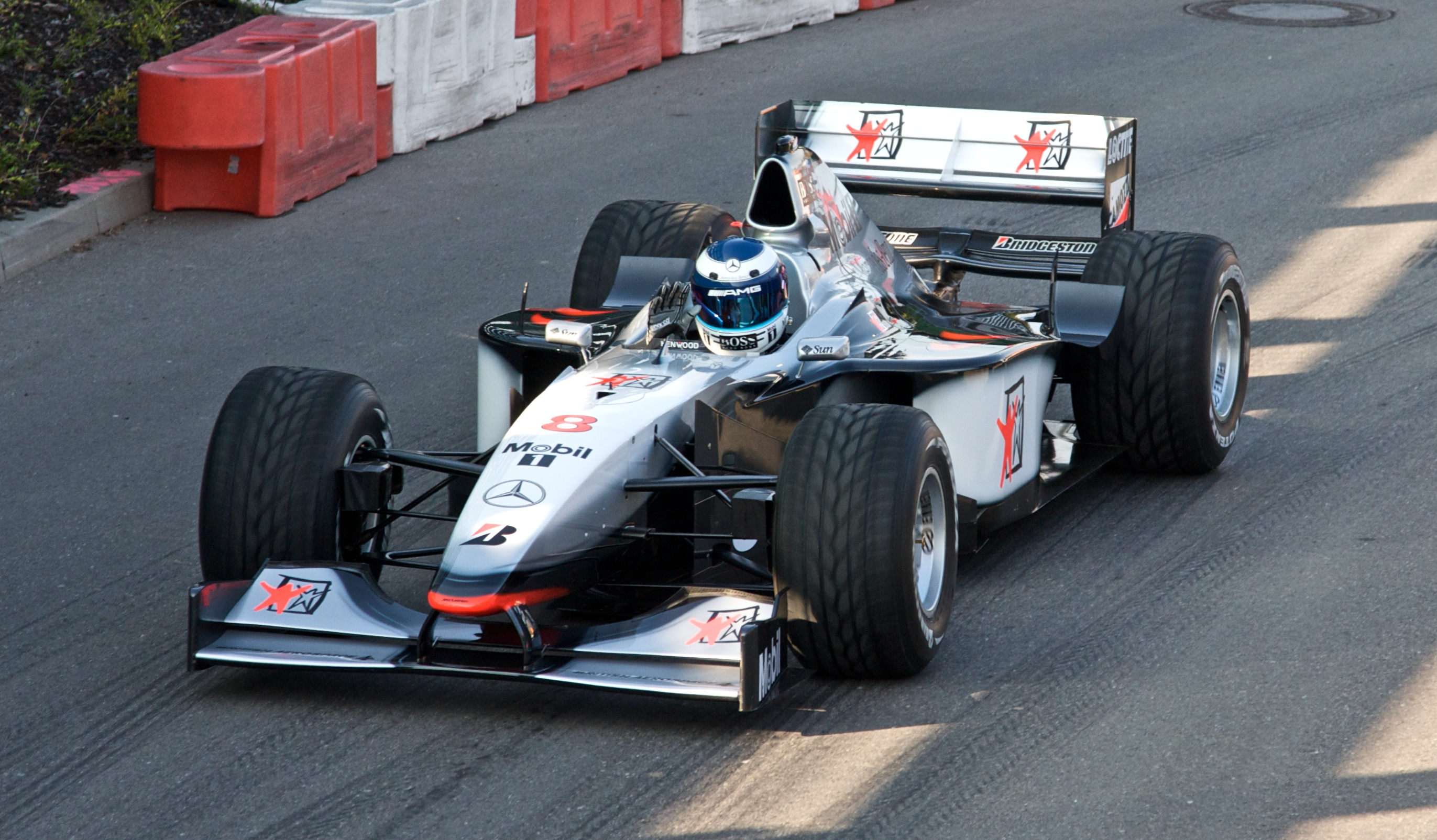
マクラーレン・MP4-13 1998年
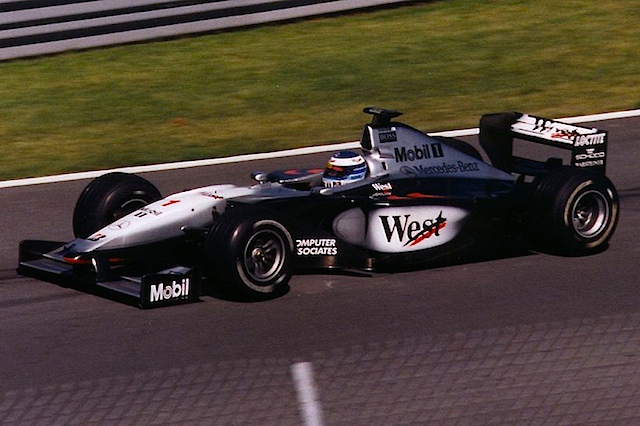
マクラーレン・MP4-14 1999年
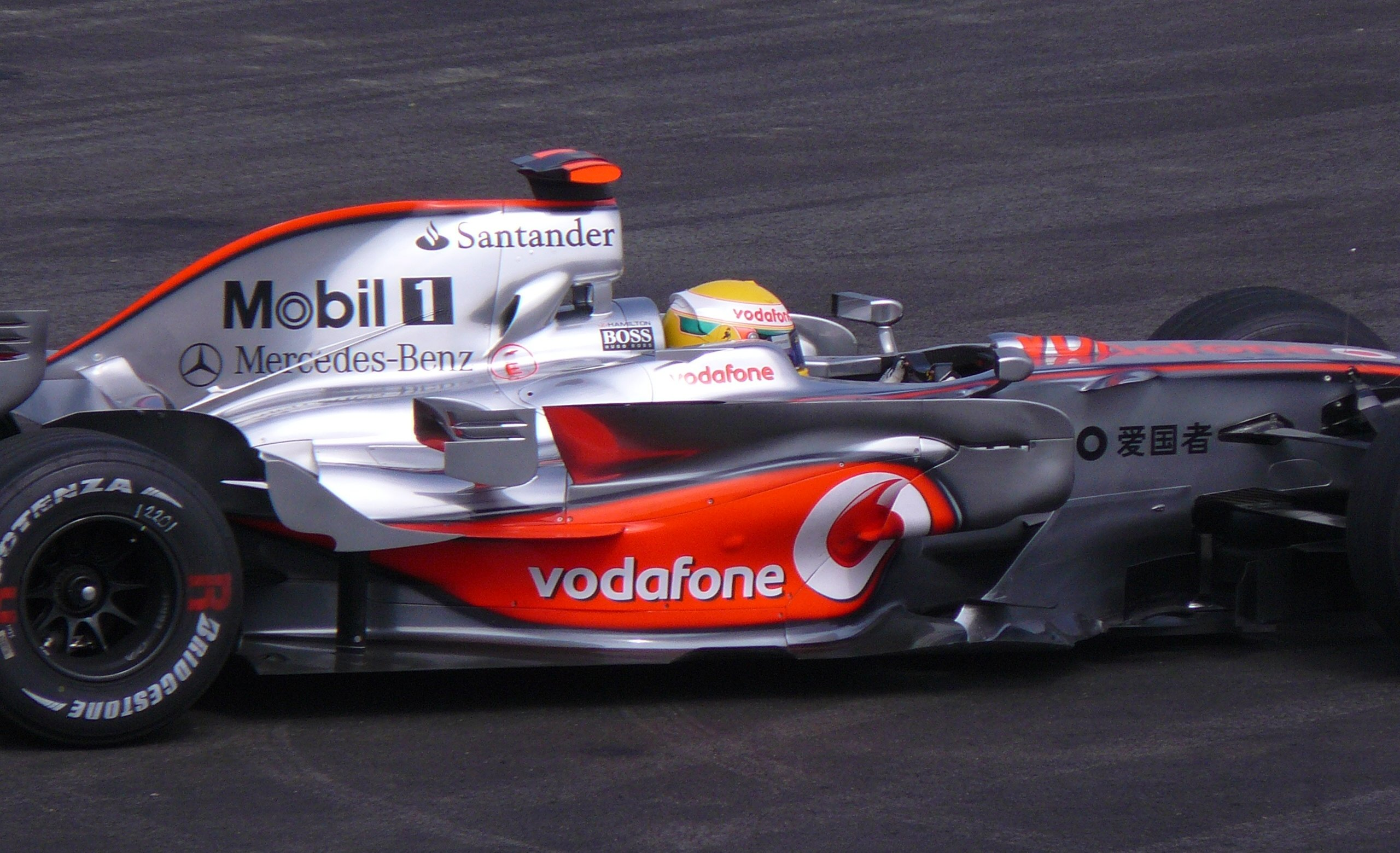
マクラーレン・MP4-23 2008年
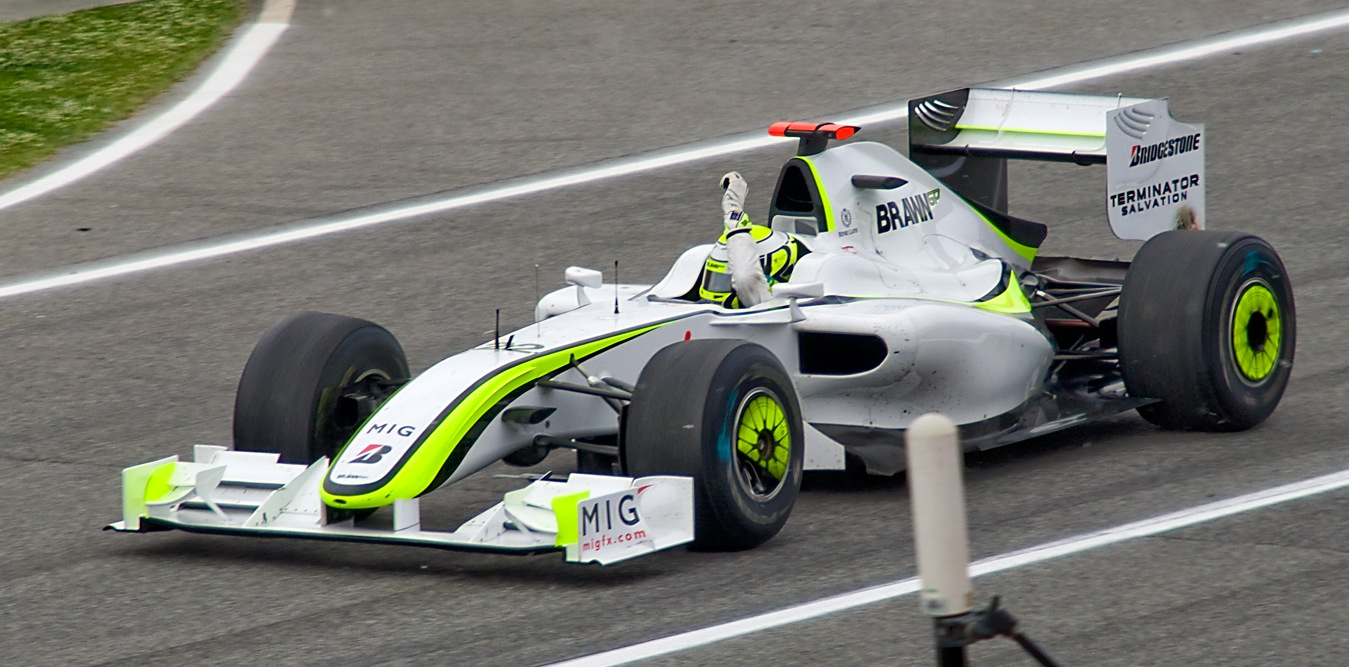
ブラウン・BGP001 2009年

## メルセデスAMG(GP)
2009年11月16日にダイムラーがブラウンGPの株式の75.1％をアブダビ政府系の投資会社アーバーインベストメントと共に取得した。ブラウンGPは「メルセデスGP」と改称され、2010年からF1に参戦することとなった。タイトルスポンサーには2009年までBMWザウバーのスポンサーであったペトロナスが就任した。
チーム代表としてロス・ブラウンが続投する。ニック・フライもCEOとしてチームに留まるが、こちらは取締役から退任し、実質オブザーバーへ転向している。なお、前身のブラウンGPはティレルの系譜にあるチームであり、1950年代のメルセデス・チームとの連続性はないが、コンストラクターの記録としてはこの2年の記録を含めているため、「55年ぶりの参戦復活」という扱いとなる。
ドライバー面では、2009年11月23日にニコ・ロズベルグの起用が発表されたが、もう一人のレースドライバーについては発表されなかった。この発表前後から、2010年のレースドライバーに2006年いっぱいで引退したミハエル・シューマッハが復帰するとの噂が流れた。
12月23日、メルセデスGPがミハエル・シューマッハをレースドライバーとして起用することが正式発表された。シューマッハにとっては2006年最終戦ブラジルGP以来のF1参戦となる。長年所属したフェラーリを離脱して他チームに移籍したことを受け、一部のフェラーリファンはシューマッハを「裏切り者」と呼んだが、一方で彼はメルセデスの若手育成プロジェクト出身のドライバーであり、メルセデスのモータースポーツ責任者ノルベルト・ハウグは「19年前の研修生が帰ってくる」とコメントした。
シューマッハとチーム代表ロス・ブラウンとのコンビは2000年代のフェラーリを彷彿とさせ、世界中の期待を集めた。当時のF1最高経営責任者バーニー・エクレストンは、シューマッハが復帰後すぐにドライバーズタイトルを争うと主張した。

### 2010年 - 2013年 参戦初期
2010年

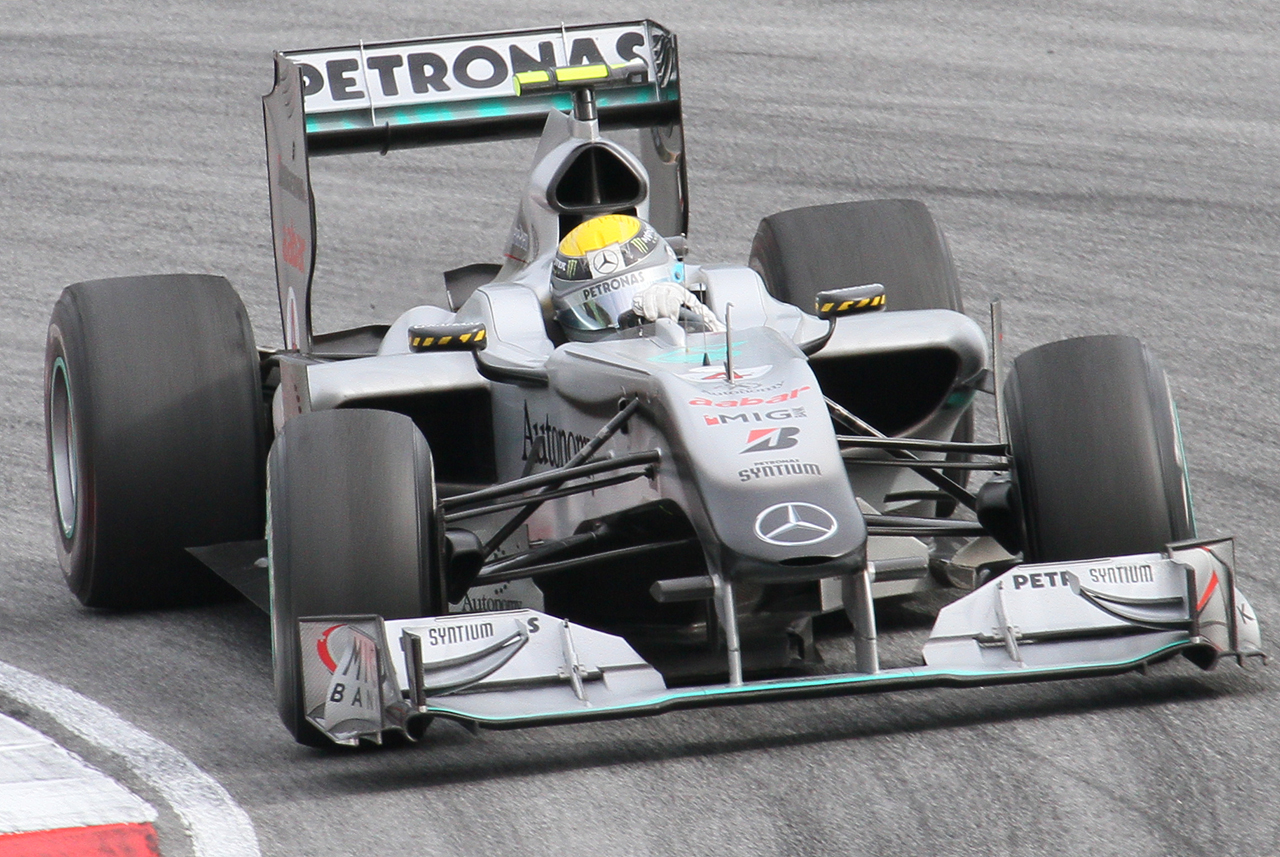
2010年マレーシアGPでニコ・ロズベルグが1955年以来の表彰台を獲得

前年のダブルタイトルチームを買収して生まれただけに、シーズン開始前から優勝候補と目された。事実、ロズベルグが開幕戦バーレーンGPから予選と決勝で5位に入り、第3戦マレーシアGP、第4戦中国GPで連続3位表彰台を得た。だが、W01は昨年のような優位性や速さを見せることもなく、常にレッドブル、マクラーレン、フェラーリのいわゆる「3強」を脅かす存在とは言えず、むしろ後塵を拝す展開が続き、逆にランキング上では下位に当たる中段チームのルノー、ウィリアムズ、フォース・インディア、ザウバーらに先行される展開も目立った。
2011年

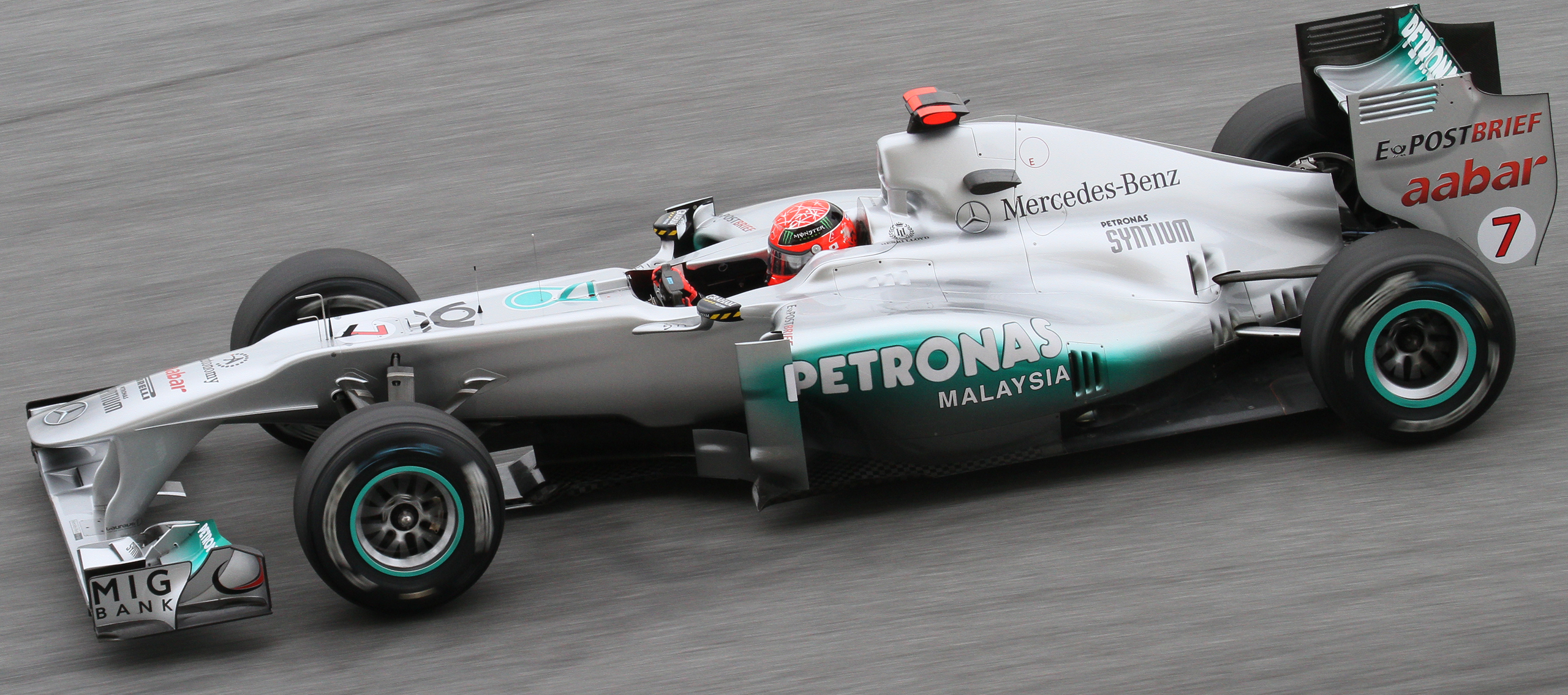
2011年マレーシアGPのミハエル・シューマッハ

コンストラクターズ部門の成績に限れば4位を記録したものの、表彰台はゼロであり、上位3チームとの差は前年よりも広がった。
2012年
この年よりチーム名をメルセデスGPから「メルセデスAMG・ペトロナス・F1チーム」に変更した。

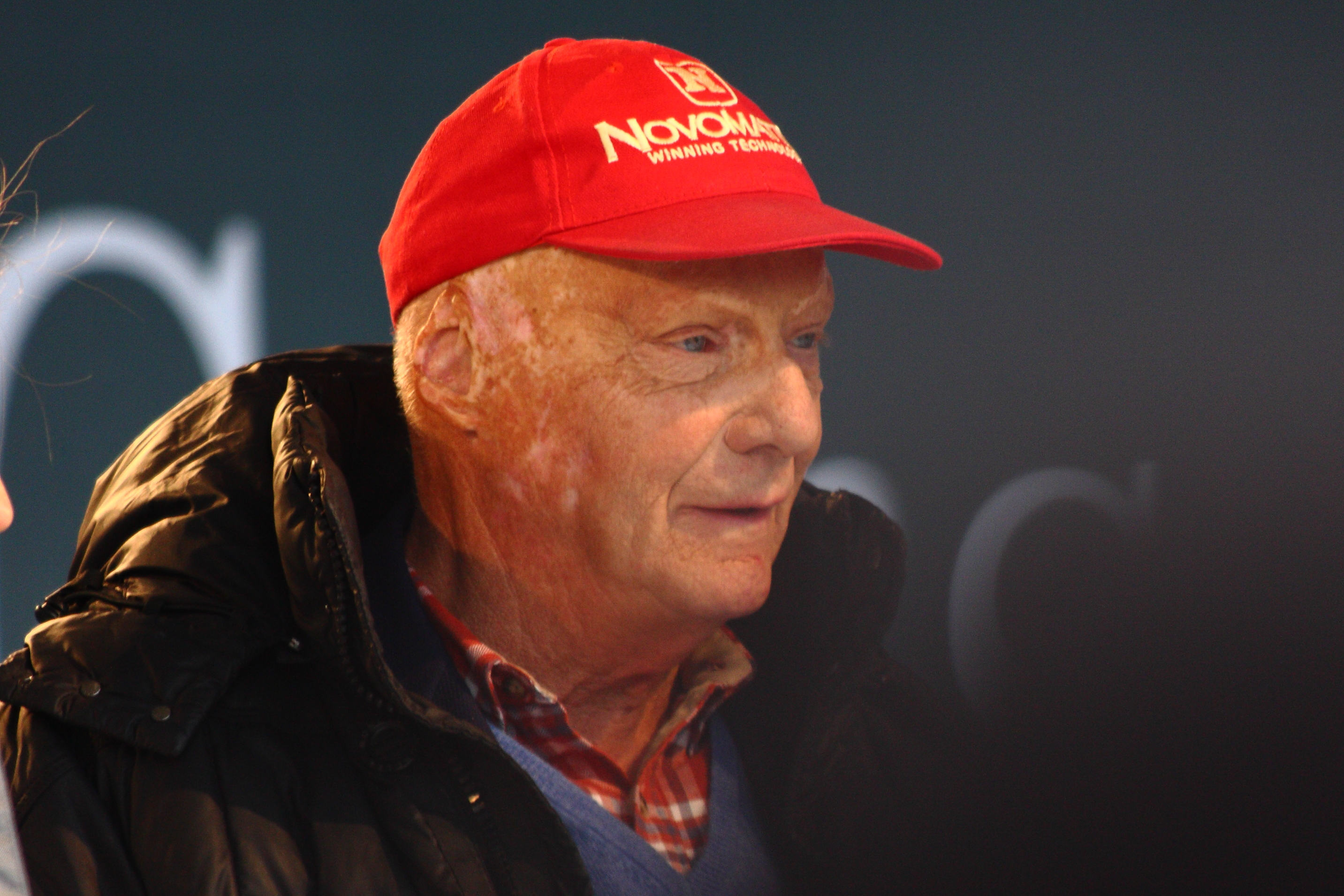
非常勤会長に就いたニキ・ラウダ

革新的なWダクトを搭載したF1 W03はシーズン前のテストから好調さが噂され、実際に開幕戦と第2戦ではシューマッハがそれぞれ予選4番手と3番手につけたが、決勝になるとレースペースの悪さが露呈した。チームは燃料の重い状態でのペースの悪さとタイヤマネージメントに問題があると認めていた。しかし第3戦中国GPでは予選でロズベルグが自身、チーム共に初となるポールポジション(PP)を獲得。決勝でもポールトゥーウィンを達成し、自身とチームにとっての初優勝を果たした。ワークスチームとしてのメルセデスがF1で勝利を挙げるのは実に57年ぶり、1955年のイタリアGPでのファンジオの優勝以来であった。シューマッハも第6戦モナコGP予選で復帰後自身初の予選トップタイムを記録（前戦でのペナルティの影響で決勝レースは6番手スタートとなった）。第8戦ヨーロッパGPでは混乱したレースを攻略し、復帰後自身初の3位表彰台を獲得した。その一方で第15戦日本GPでシューマッハが二度目の引退を発表。9月に3度のワールドチャンピオンであるニキ・ラウダが非常勤会長に就任した。
2013年
シューマッハの後釜に、2008年の年間王者でマクラーレンの生え抜きであったルイス・ハミルトンが移籍。ロズベルグがモナコとイギリスで優勝し、ハミルトンもハンガリーで優勝した。このシーズンはレッドブルとセバスチャン・ベッテルの記録的な圧勝劇であったものの、コンストラクターズランキングにおいてフェラーリと激しい2位争いを展開して僅差で2位となり、2010年以降で最高の成績を収めた。ドライバーズランキングではハミルトンが4位、ロズベルグが自己最高の6位に入った。シーズン終了直後、ブラウンがチームを離れることを発表した。

### 2014年 - 2021年 パワーユニットの導入開始とコンストラクターズ8連覇
2014年

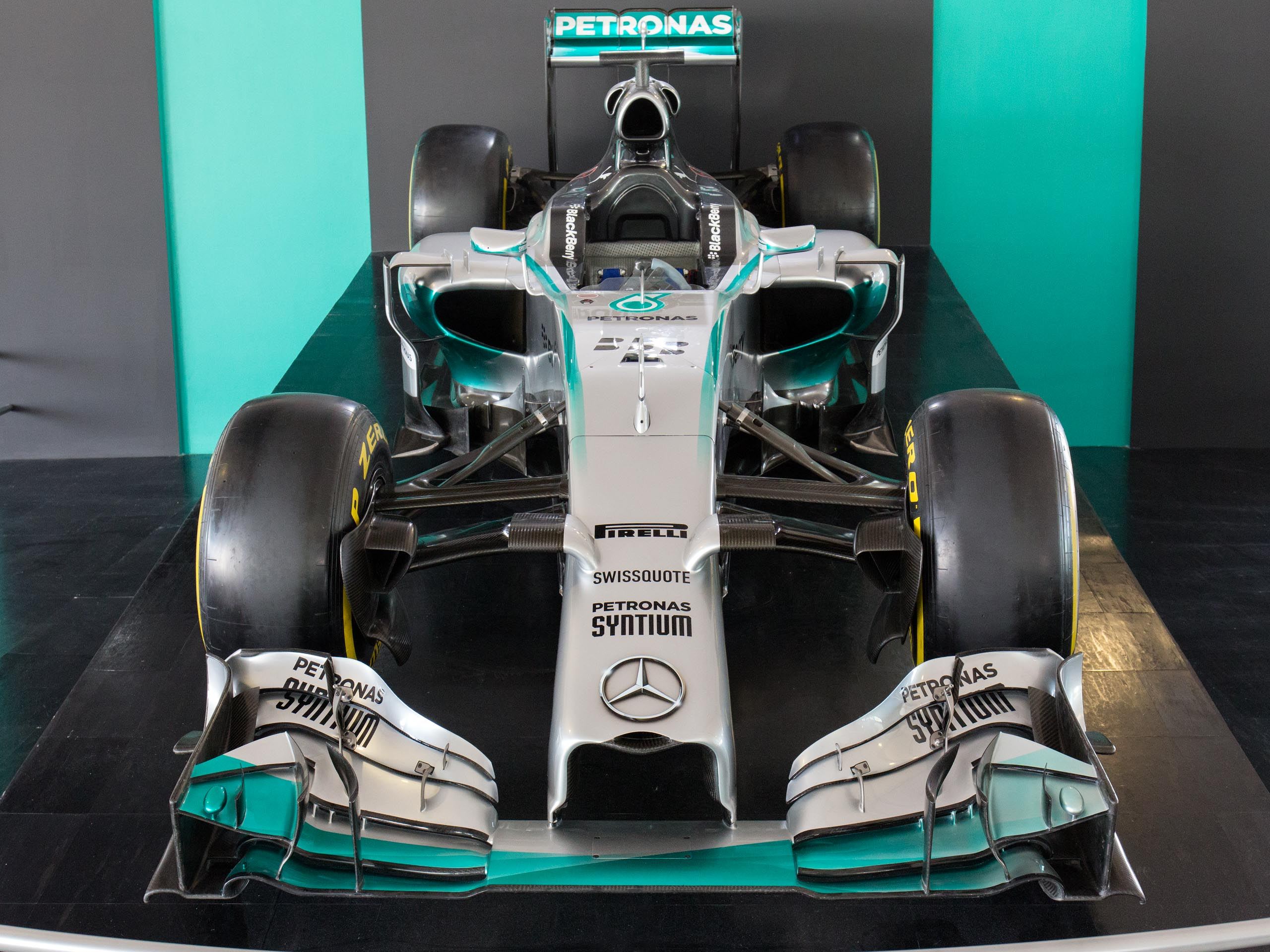
初タイトルをもたらしたマシン・W05 Hybrid

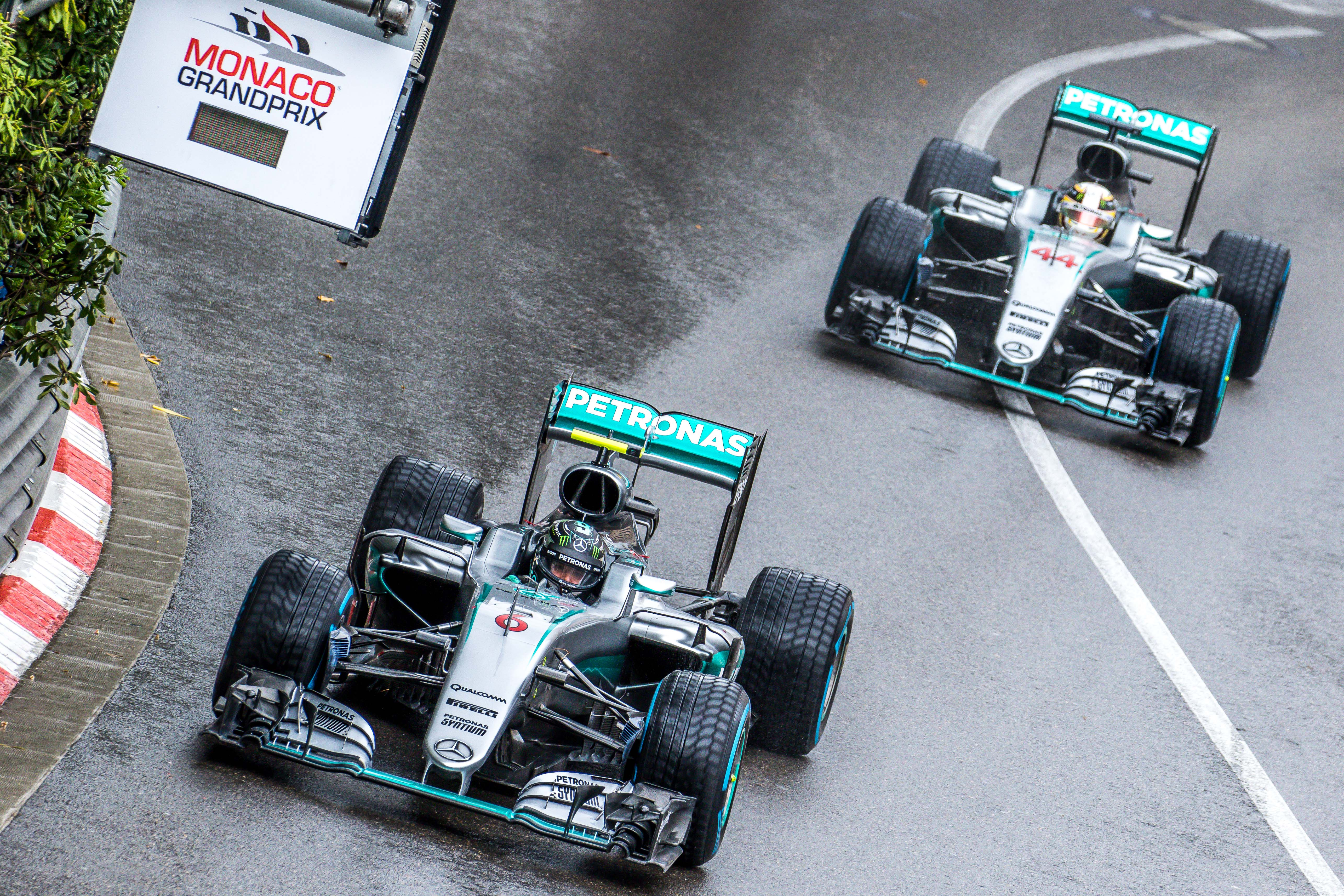
ロズベルグとルイス・ハミルトン（2016年モナコGP）

ドライバーはそのまま続投。また、今年度からウィリアムズへのエンジン供給を開始して4チームへの供給となる。
パワーユニット（以下PUと省略）（ターボエンジン復活）導入など、PUおよびシャシーのレギュレーションの大幅改訂に上手く対応して19戦中優勝16回、うちワンツーフィニッシュ11回、全レースでの表彰台登壇を記録した。前年までのレッドブル勢の勢いをそのまま奪ったかのような圧倒的な信頼性とパフォーマンスを発揮し、第16戦ロシアGPでコンストラクターズタイトルを獲得した。ハミルトンとロズベルグでドライバーズタイトルを最後まで争ったが、最終戦のアブダビGPではF1では唯一のダブルポイントレースとして、ハミルトンが6年振りにドライバーズタイトルを獲得した。ちなみにPPは19戦中18回と予選での圧倒的な速さを見せ、この年メルセデスがPPを逃したのはオーストリアGPの1回のみだが、獲得したのは今年度からメルセデスPUを使用するウィリアムズのフェリペ・マッサであり、メルセデスPUが全戦PP獲得した。
その一方で、かつてのカート時代の仲間で友情もあったとされるロズベルグとハミルトンは前年のマレーシアGPの一件のように、同じチームになってからは気まずさが目立ち、2013年はどちらかが譲る形で矛を収めていた。だが、今季は序盤から火種が燻る形となり、お互い勝利を渇望するレース展開が目立った。そして、第6戦モナコGPの一件を通じてそれがついに爆発。以降両者は公の場でも緊張関係があることを隠すことはなく、チームはドライバー管理に苦心することとなった。
2015年
ドライバーはそのまま続投。PUの供給先は前述の通り、2014年を以てマクラーレンはメルセデスとの契約を終了したものの、ロータスF1チームへの供給を開始した為、自チームを含め4チーム供給を継続している。
2014年と相変わらずの強さを見せるが中盤戦でややつまずく。イギリスGPではスタートで出遅れてセカンドローにいたウィリアムズ2台に先行を許したり（最終的には逆転して1-2フィニッシュ）、ハンガリーGPでも同じようなスタートの出遅れでフェラーリ勢の先行を許すとその後も終始精彩を欠き、PU導入後初めて2人とも表彰台に上がることができなかった。またシンガポールGPでは予選から精彩を欠き5位,6位、決勝でも終始フェラーリ、レッドブル勢の後塵を拝し、ハミルトンがマシントラブルでシーズン初リタイア。ロズベルグも4位が精一杯であった。それでもこれらを除いたレースは2人とも安定した成績、完走率を誇っており第15戦ロシアGPでコンストラクターズチャンピオンを早々に決定。続くアメリカGPでハミルトンがドライバーズタイトルを決定させた。ロズベルグも終盤に3連勝を達成するなど強さを見せた。
結果的には19戦中16勝、うち12回がワンツーフィニッシュで、ワンツーフィニッシュの回数は前年を上回った。予選の圧倒的な速さは相変わらずで、この年もメルセデスがPPを逃したのはシンガポールGPでフェラーリのセバスチャン・ベッテルに許した1回のみであった。
2016年
ドライバーはそのまま続投。PUについてはロータスF1チームを買収してルノーがワークス参戦することに伴い、同チームへの供給は終了したもののマノー・レーシングへの供給を開始した為、4チームへの供給を継続している。
ロズベルグが開幕4連勝を飾る一方、ハミルトンは2戦連続で予選で問題が発生し下位スタートになったり、決勝ではリタイアするまでではないもののPUに問題が発生するなど信頼性に悩まされることが増えた。ロシアGPの後には陰謀説まで浮上し、チームが陰謀説を否定する事態にまで陥っていた。第5戦スペインGPではハミルトンがPPを獲得したが、決勝ではオープニングラップで同士討ちを喫し、2011年オーストラリアGP以来のダブルリタイアを喫した。さらにカナダGPでもオープニングラップでもかすかに接触しロズベルグが順位を落としたり、オーストリアGPでは首位を争っていたファイナルラップに接触しハミルトンが優勝したもののロズベルグは4位に終わった。最悪の場合、ダブルリタイアも考えられた事態だったこともありレース後にはチーム代表のトト・ヴォルフが「チームオーダーを発動させる可能性がある」と警告する事態に発展。ハミルトンはイギリスGP、ハンガリーGPでも勝ち3連勝し、ドライバーズポイントでロズベルグを抜きトップに立った。
後半戦からはロズベルグが勢いを取り戻し、第13戦ベルギーGPから第15戦シンガポールGPまで3連勝でハミルトンを再逆転、第16戦マレーシアGPではトップを独走していたハミルトンがエンジンブローでリタイアし（ロズベルグは3位）、両者の差がさらに広がった。第17戦日本GPでロズベルグが優勝し、3年連続のコンストラクターズチャンピオンが決定した。アメリカGPからアブダビGPでハミルトンが4連勝したが、この4レースで全てハミルトンに続く2位となったロズベルグが最終的に5ポイント差で逃げ切り、初のドライバーズチャンピオンを獲得した。
ハンガリーGPを前にロズベルグは2018年まで契約を延長していたが、チャンピオンを決めた5日後の12月2日に突如引退を発表。3シーズンに渡るチームメイト同士の戦いに終止符が打たれた。
この年はレッドブルの復調もありワンツーフィニッシュは8回に減ったが、21戦中19勝と年間最多優勝記録を更新し、総獲得ポイントで最多記録を樹立。PPを逃したのはモナコGP（ダニエル・リカルド）の1回のみとメルセデスの優勢は変わらなかった。
2017年

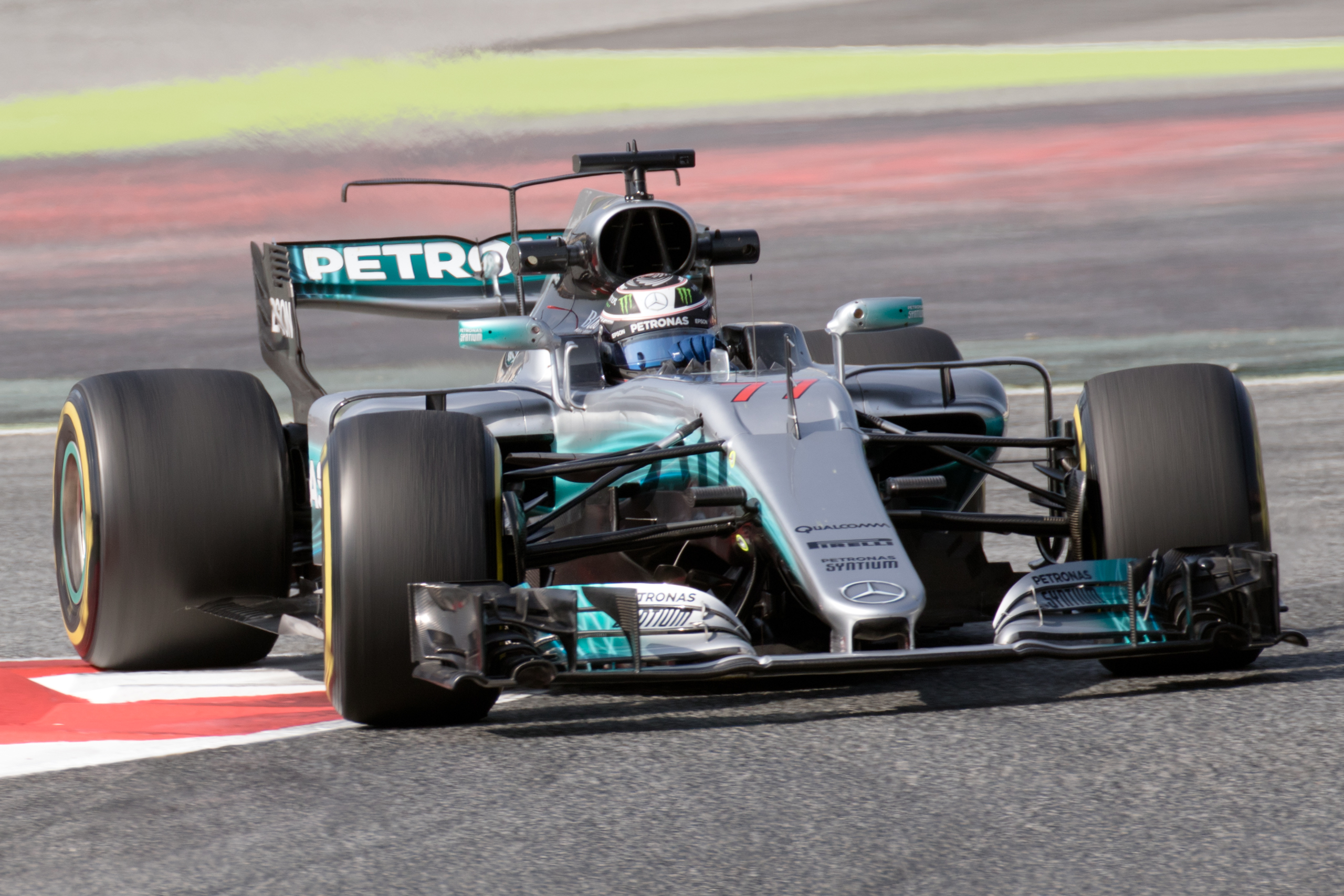
新加入ボッタスの駆るW08

この年からチーム名称を「メルセデスAMG・ペトロナス・モータースポーツ」に変更。ハミルトンが残留した一方、引退したロズベルグに代わるドライバーは既に殆どのシートが決まっていたため難航したが、2016年までウィリアムズで参戦し、チーム代表のヴォルフがマネージメントを行っているバルテリ・ボッタスを迎えることとなった。1月10日、エグゼクティブディレクターのパディ・ロウがチームを離脱した。前年7月にフェラーリを離脱したジェイムズ・アリソンがテクニカルディレクターとして3月1日に加入。PUの供給先についてはマノー・レーシングが前年限りで消滅したため、3チームへの供給となった。
エースのハミルトンは、開幕戦オーストラリアGPでフェラーリのベッテルに逆転され優勝を逃したが、第2戦中国GPでグランドスラムを達成した。第3戦バーレーンGPではボッタスが初のPPを獲得したが、再びベッテルに逆転勝利を許した。第4戦ロシアGPは予選でフェラーリ勢にフロントロー独占を許したが、決勝ではボッタスが逆転して初勝利を飾った。第7戦カナダGPでハミルトンがシーズン2度目のグランドスラムを達成し、シーズン初のワンツーフィニッシュとなった。これ以降は安定して勝利を積み重ねていき、秋以降はフェラーリのマシントラブルなどによる失速にも助けられ、第17戦アメリカGPでコンストラクターズタイトル4連覇、第18戦メキシコGPでハミルトンが2年ぶりのドライバーズチャンピオンを獲得した。最終戦アブダビGPでボッタスがポールトゥーウィンを達成したがベッテルのポイントに届かず、4年連続ドライバーズランキング1-2独占とはならなかった。
この年は20戦中優勝12回、PP15回、ワンツーフィニッシュ4回といずれも前年を下回ったが、ハミルトンは全戦入賞、ボッタスもリタイア1回のみという高い信頼性を誇った。
2018年
ドライバーはハミルトンとボッタスの両者とも残留。開幕戦オーストラリアGPはハミルトンがPPを獲得したが、この年もベッテルに逆転勝利を許した。第2戦バーレーンGPではフリー走行からフェラーリ勢に完敗し、続く中国GPも予選でフェラーリ勢に完敗し、決勝はボッタスがフェラーリ勢を逆転し首位を走行したがリカルドに逆転勝利を許した。開幕から3戦未勝利は2014年のレギュレーション変更以来初めてのことだった。ハミルトンは第4戦アゼルバイジャンGPと第5戦スペインGPで連勝を飾り、第8戦フランスGPで3勝目を挙げる。しかし第9戦オーストリアGPでシーズン初（2016年スペインGP以来）のダブルリタイアを喫し、ハミルトンの母国グランプリ5連勝がかかった第10戦イギリスGPはベッテルに逆転優勝を許し、前年までとは打って変わってフェラーリ陣営、次いでレッドブル陣営と拮抗した戦況となった。
2014年のPU導入（ターボエンジン復活）後圧倒的な強さを見せて来たメルセデスチームだったが、このあたりの不振の理由として、以前から「タイヤとの相性の問題」が課題となっており、これまでタイヤ戦略のミスも含めてそれでカバーしていたのだが、その優位性が薄れて来たことが苦戦の原因と各関係者は語っている。

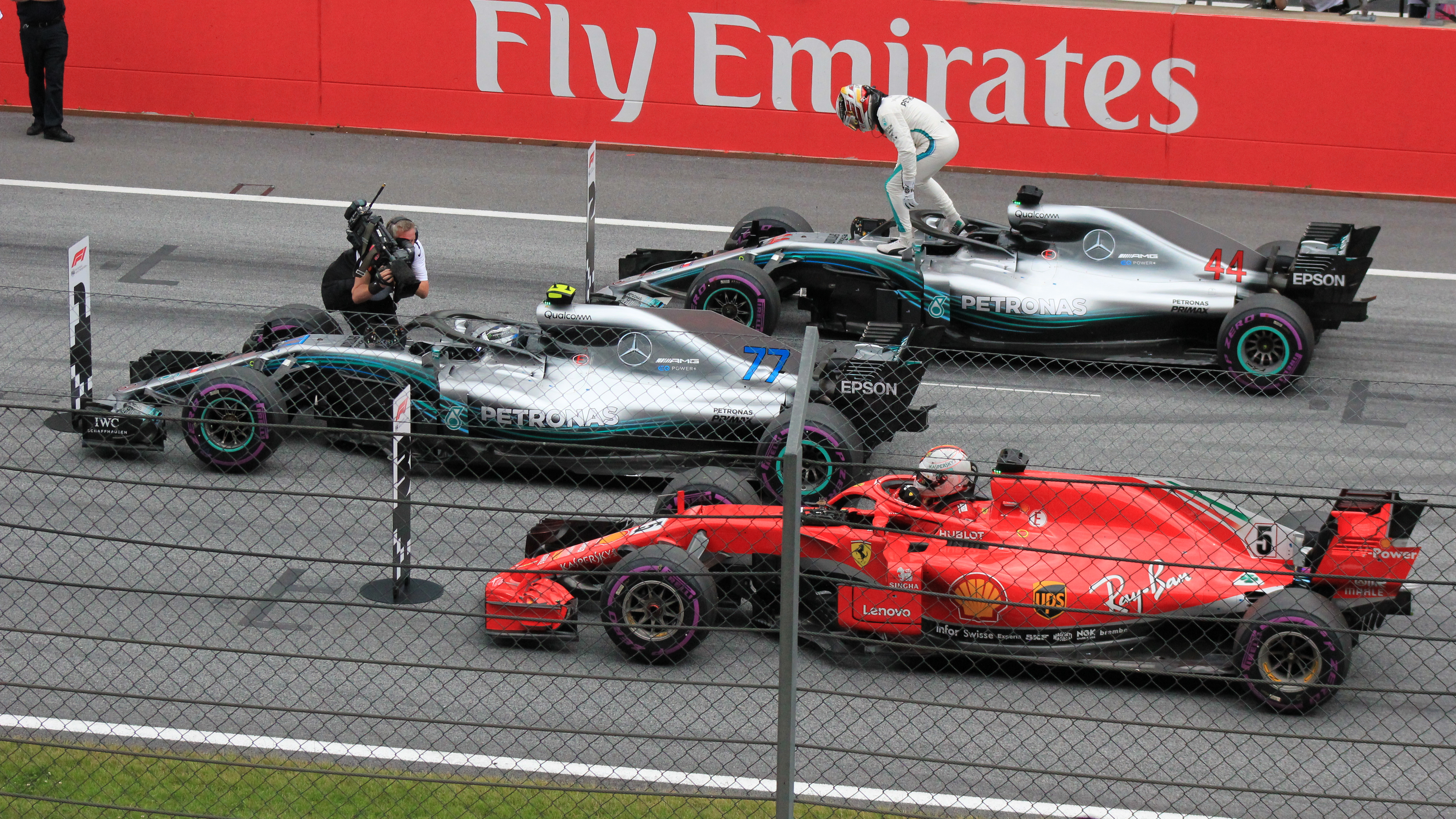
フェラーリの躍進を振り切りコンストラクターズを5連覇

第11戦ドイツGPでベッテルが後半の雨で自滅、1938年以来80年ぶり(F1では初)となるホームグランプリでのワンツーフィニッシュを果たしてから徐々にベッテル及びフェラーリを引き離していき、続く第12戦ハンガリーGPもハミルトンが連勝。サマーブレイク後の第13戦ベルギーGPはベッテルに敗れたが、第14戦イタリアGPでベッテルがハミルトンとの接触でまたしても自滅、タイヤ戦略でPPのライコネンを抜き去ってハミルトンが制し、そこから続く3戦でもフェラーリ勢に完勝して一気に流れを引き寄せ、メキシコGPでハミルトンのドライバーズタイトル連覇が決定した。そして続くブラジルGPでのハミルトンの勝利でコンストラクターズタイトルも（2014年のターボ復活から続く）5連覇を果たした。
この年はシーズン前半の苦戦や2016年以来のダブルリタイアが1回あったが、21戦中優勝11回、PP13回、ワンツーフィニッシュ4回と前年に近い数字を記録し、チームとしての強さを改めて見せつけたが、ベッテル＝フェラーリ陣営の失策に助けられたレースも幾つかあり、シーズン中に第三者がコメントしたように2014年のPU導入後において苦戦したシーズンの1つでもあった。
2019年
ドライバーはそのまま続投。開幕戦オーストラリアGPではハミルトンがPPを獲得も、決勝ではフロントローのボッタスが好スタートを決めてマシンのフロアに損傷を抱えたハミルトンはペースを上げられず、そのままボッタスが2年ぶりの勝利を収めた。第2戦バーレーンGPではフェラーリ勢にフロントロー独占を許すも、ハミルトンはベッテルの攻略に成功し、トップを快走していたシャルル・ルクレールがPUのトラブルでスローダウンして、ハミルトンが逆転勝利を収める。第3戦中国GPではハミルトン、第4戦アゼルバイジャンGPではボッタスが、それぞれ今季2勝目を挙げ、F1史上初の開幕から4戦連続ワンツーフィニッシュを成し遂げた。第5戦スペインGPのアップデートで他チームとの差をさらに広げて圧勝。ハミルトンが3勝目を挙げて連続ワンツー記録を5に伸ばした。第6戦モナコGPでもメルセデスのフロントローを獲得。決勝はタイヤに苦しみながらもハミルトンが優勝、ボッタスがピットロードでフェルスタッペンと接触しパンク・翌周緊急ピットの影響で3位に落ちたため、開幕からの連続ワンツーフィニッシュは5でストップとなった。
第7戦カナダGPではベッテルに先行されたものの、彼のレース中のタイムペナルティによりハミルトンが逆転勝利を飾り、第8戦フランスGPもメルセデス勢のフロントロー独占からのハミルトンが6勝目を挙げる結果となった。第8戦までの間、最大のライバルのフェラーリの苦戦も手伝い、フロントロー独占およびワンツーフィニッシュを6回記録。開幕からの連勝記録も8回となるなど、無類の強さを発揮した。
そんななか、第9戦オーストリアGPではオーバーヒートに苦しみ、優勝を逃し開幕からの連勝記録が8でストップ。だが、その症状が出なかった第10戦イギリスGPでは再びメルセデス勢が圧倒。そのため、苦戦するレースもあるが基本的にライバル不在という見方や、前半戦終了時点で2019年のタイトルは事実上ハミルトンが獲得していると言い切る識者も多い。
夏休み明けのベルギーGPからフェラーリが復調し、ロシアGPではベッテルのリタイアによるバーチャルセーフティーカーのタイミングの幸運もあり、ワンツーフィニッシュを達成した。続く日本GPは予選こそフェラーリのフロントロー独占を許したものの、スタートでリードを奪ったボッタスが逆転勝利を飾り、ハミルトンが3位とファステストラップを獲得し、コンストラクターズタイトルを獲得。最終的には第19戦アメリカGPでハミルトンが3年連続通算6度目のワールドチャンピオン獲得し、チームとしてもダブルタイトル6連覇を達成した。
2020年

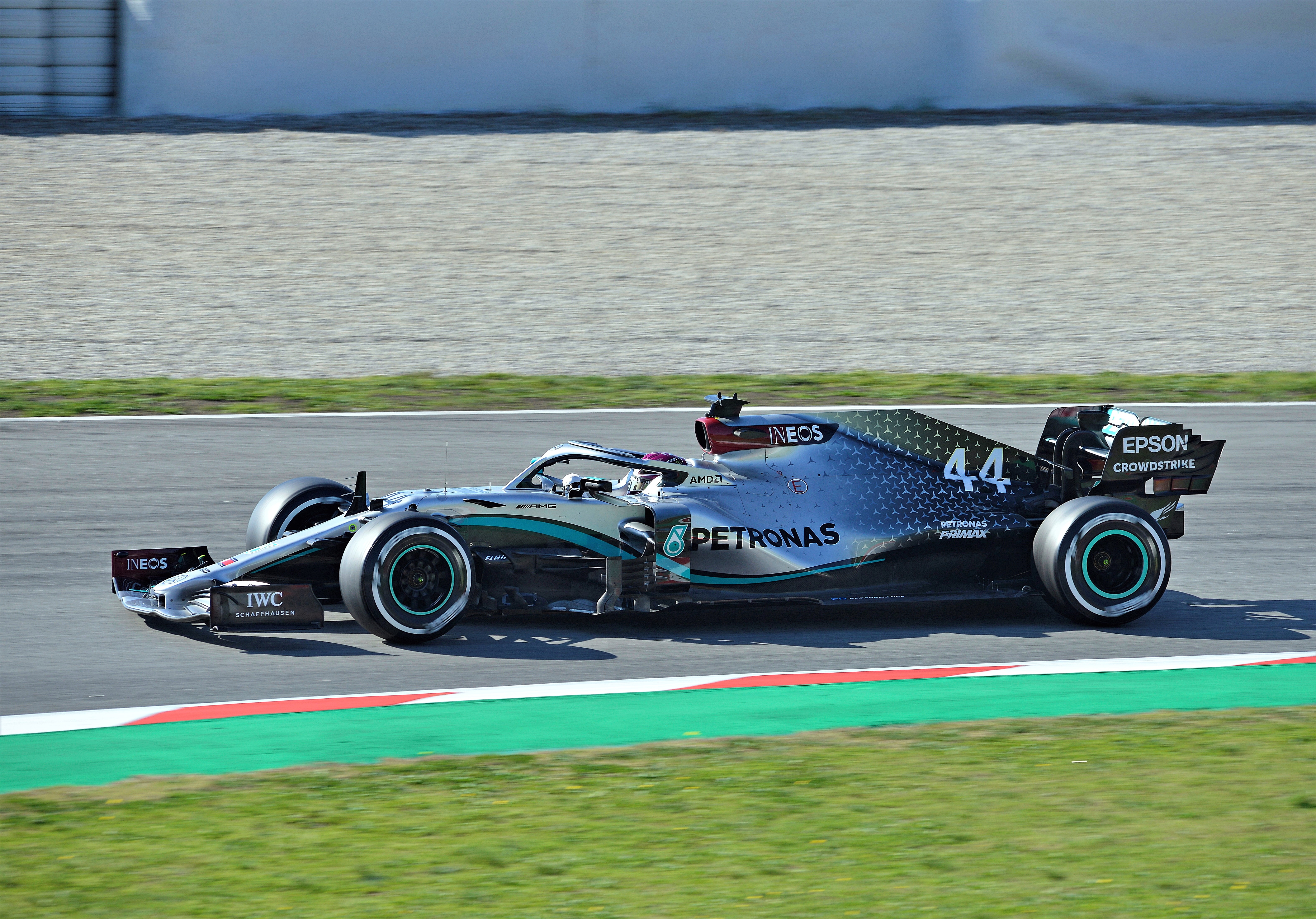
2020年シーズン開幕前のプレシーズンテスト（2020年2月）でのW11（ドライバーはルイス・ハミルトン）

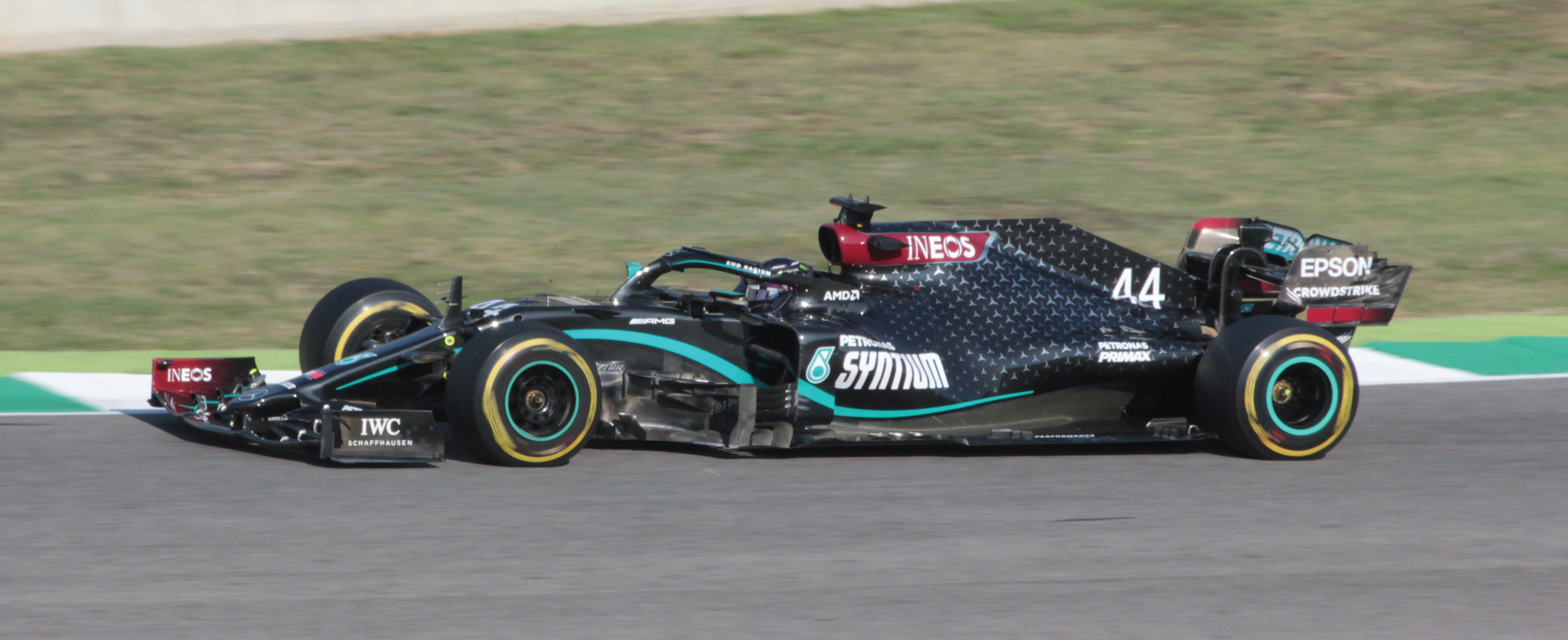
第9戦トスカーナGP（2020年9月）でのW11

この年よりチーム名称を「 メルセデスAMG・ペトロナス・フォーミュラワン・チーム」へ変更。スポンサーの関係でカラーリングに赤が加わったことやマシンの名称が若干変わった点がある。が、ドライバーも含め、チームの体制面では大きな変化はない。
また、カラーリングはプレシーズンテストの段階ではシルバーを基調とした車体と白のレーシングスーツという組み合わせ、であったが、5月に発生したジョージ・フロイド事件に端を発するBLM運動をハミルトンが支持したことをきっかけにチームも追従し、マシンとレーシングスーツを黒を基調としたカラーリングへ変更することを表明。以降、このカラーリングで出走した。
新型コロナウイルスの世界的流行の影響でシーズン前半は休止状態となったが、シーズン全体で見れば、17戦中優勝13回、PP15回とこの年もシーズンを席巻。タイトルに関しては第13戦エミリア・ロマーニャGP時点でコンストラクターズタイトル史上初の7連覇を達成し、ドライバーズチャンピオンシップもハミルトンが第3戦でポイントリーダーに立ってからは彼が独走し、第14戦トルコGPでミハエル・シューマッハに並ぶ7冠を達成。同時に史上初のダブルタイトル7連覇を記録した。
12月、ダイムラーがチーム株式の大部分を売却し、ダイムラー、トト・ヴォルフ、スポンサーのINEOS（イギリスの大手化学メーカー）が1/3ずつ株式を保有する形となった。
2021年
前年と同じ体制で参戦。マクラーレンへのPU供給を開始するため、PU供給は4チームとなる。
この年のメルセデスは、プレシーズンテストの段階でマシントラブルの影響もあるが、今季のレギュレーションの対応に出遅れていることを自他ともに認めていた。
それでも、開幕戦はマックス・フェルスタッペンにPPを取られながらも、決勝では2番手スタートのハミルトンがレース戦略も駆使して優勝を飾った。そこから、第2戦での新パーツ投入の効果もあり、チームとして第2戦から3連続PP獲得となり、第2戦こそフェルスタッペンに勝利されるも、第3戦と第4戦はハミルトンが勝利する結果となった。
だが、第5戦をハミルトンの7位入賞のみで終わったことにより、両ポイントリーダーの座から陥落。さらに第6戦からチームの失点やレッドブル側の速さが勝っていたこともあり、その間もポイントを積み重ねるが、レッドブルに第5戦から5連勝を許してしまい、第9戦オーストリアGP終了時点で、両ポイントともに30ポイント以上の差をつけられていた。しかし、第10戦イギリスGPと第11戦ハンガリーGPにて、前者は決勝での主導権争いの結果、後者はスタート直後の多重クラッシュによってレッドブル側がポイントを逃す結果となり、第10戦に関しては物議を醸す事態となったが、ハミルトンおよびメルセデスが両ポイントリーダーの座を奪還する形で前半戦を終えた。
サマーブレイク後は、コンストラクターズの方はメルセデスが堅守し続けるも、ドライバーズの方は一進一退の争いとなり、第16戦の結果によりフェルスタッペンにポイントリーダーの座が移った。その後、第18戦終了時点では、フェルスタッペンとハミルトンの差は19ポイントとなった。だが、第19戦サンパウロGPでハミルトンは追加のICE交換ペナルティを受け、決勝は10番手スタートながらも優勝。その後の2戦も優勝し今季初の3連勝を達成するが、フェルスタッペンも連続2位で食らいつき両者同点のまま最終戦での決戦となった。
最終戦は、予選はフェルスタッペンがPPを獲得するも、決勝はハミルトンがスタートダッシュを決めて首位を独走。2位に落ちたフェルスタッペンに猛追されるものの、ハミルトンは一つの隙も無いレースを見せ、フェルスタッペンを完封している状況であった。
しかしレース終盤にセーフティカーが導入され、フェルスタッペンはそのタイミングでタイヤ交換を実施したのに対し、ハミルトンはステイアウトを選択した。最終ラップ直前にレース再開となり、ハミルトンは不利な状況ながらも抵抗を見せたが、フェルスタッペンに逆転されドライバーズタイトルを逃すこととなった。ただし、コンストラクターズの方はメルセデスが接戦を制して死守。コンストラクターズタイトルの連覇記録を8に伸ばした。

### 2022年 - グラウンド・エフェクト・カー解禁後
2022年
ボッタスに代わってジョージ・ラッセルが加入。シャシーのカラーリングが3シーズンぶりにシルバーに戻った。
今シーズンのマシンW13は、「ゼロポッド」とも評される革新的なサイドポッド処理を導入したが、40年ぶりに解禁されたグラウンド・エフェクト・カー特有のポーポイズ現象に極度に苦しめられ、前年のW12よりもパフォーマンスが相対的に悪化していた。この問題の解消を優先したマシン開発の影響でタイトル争いでは後れを取るどころか、第3戦の時点で今季のタイトル獲得は絶望的と評された。シーズン後半にはポーポイズ現象を一応解決し、速さではレッドブルに及ばないもののフェラーリ等には伍して戦えるレベルとなり、終盤のサンパウロGPではラッセルが初勝利を挙げたが、チームとしては不満の残る結果となった。
2023年
ドライバーはラッセルとハミルトンのコンビを継続。2023年型のW14はマシンの軽量化を主な目的として、カラーリングはカーボン地が剥き出しのブラック基調のデザインに戻った。開幕時点では前年に引き続きゼロポッドを継続したが、メルセデスPUのカスタマーチームであるアストンマーティンのアロンソにも先行を許した。5月のモナコGPでレッドブル型のサイドポッドを採用したマシンを投入し、大きく空力設計の転換を図った。これによりアロンソやフェラーリと戦えるレベルになり、ハミルトンがスペイン、カナダで連続表彰台を獲得する。しかし、イギリスGP以降は復調したマクラーレンの後塵を拝するようになった。
ハミルトンは年間ドライバーズランキングで3位になったが、ラッセルはシーズンを通して3位表彰台を2度獲得するに留まりランキング8位。メルセデスとしてはコンストラクターズランキングで2位となったものの、2011年以来となる未勝利でシーズンを終えた。
2024年
この年もラッセルとハミルトンのコンビが継続されたが、シーズン開幕前の2月1日にハミルトンが翌2025年からフェラーリに移籍することが発表された。ラッセルとハミルトンがそれぞれ2勝を挙げたが、メルセデスPUのカスタマーであるマクラーレンをはじめ、フェラーリやレッドブルにも及ばずコンストラクターズランキング4位に終わり、2012年以来12年ぶりにトップ3から陥落した。
2025年
ドライバーは残留したラッセルと新人アンドレア・キミ・アントネッリのコンビに変更。キック・ザウバーを去ったボッタスがリザーブドライバーとして4年ぶりに復帰した。

## 変遷表
| 年     | エントリー名                                        | 車体型番              | タイヤ | エンジン                                | ドライバー | ランキング | ポイント | 優勝数 |
| ------ | --------------------------------------------------- | --------------------- | ------ | --------------------------------------- | --- | ---------- | -------- | ------ |
| 1954年 | ダイムラー・ベンツ                                  | W196                  | C      | メルセデスM196 (2.5L L8)                | ファン・マヌエル・ファンジオ カール・クリング ハンス・ヘルマン ヘルマン・ラング                                       | -          | -        | 4      |
| 1955年 | ダイムラー・ベンツ                                  | W196                  | C      | メルセデスM196 (2.5L L8)                | ファン・マヌエル・ファンジオ スターリング・モス カール・クリング ハンス・ヘルマン アンドレ・シモン ピエロ・タルッフィ | -          | -        | 5      |
| 2010年 | メルセデスGP・ペトロナス・フォーミュラ1チーム       | MGP W01               | B      | メルセデスFO108X (2.4L V8)              | ミハエル・シューマッハ ニコ・ロズベルグ                                                                               | 4位        | 214      | 0      |
| 2011年 | メルセデスGP・ペトロナス・フォーミュラ1チーム       | MGP W02               | P      | メルセデスFO108Y (2.4L V8)              | ミハエル・シューマッハ ニコ・ロズベルグ                                                                               | 4位        | 165      | 0      |
| 2012年 | メルセデスAMG・ペトロナス・F1チーム                 | F1 W03                | P      | メルセデスFO108Z (2.4L V8)              | ミハエル・シューマッハ ニコ・ロズベルグ                                                                               | 5位        | 142      | 1      |
| 2013年 | メルセデスAMG・ペトロナス・F1チーム                 | F1 W04                | P      | メルセデスFO108F (2.4L V8)              | ニコ・ロズベルグ ルイス・ハミルトン                                                                                   | 2位        | 360      | 3      |
| 2014年 | メルセデスAMG・ペトロナス・F1チーム                 | F1 W05 Hybrid         | P      | メルセデスPU106A Hybrid (1.6L V6t)      | ルイス・ハミルトン ニコ・ロズベルグ                                                                                   | 1位        | 701      | 16     |
| 2015年 | メルセデスAMG・ペトロナス・F1チーム                 | F1 W06 Hybrid         | P      | メルセデスPU106B Hybrid (1.6L V6t)      | ルイス・ハミルトン ニコ・ロズベルグ                                                                                   | 1位        | 703      | 16     |
| 2016年 | メルセデスAMG・ペトロナス・F1チーム                 | F1 W07 Hybrid         | P      | メルセデスPU106C Hybrid (1.6L V6t)      | ルイス・ハミルトン ニコ・ロズベルグ                                                                                   | 1位        | 765      | 19     |
| 2017年 | メルセデスAMG・ペトロナス・モータースポーツ         | F1 W08 EQ Power+      | P      | メルセデスM08 EQ Power+ (1.6L V6t)      | ルイス・ハミルトン バルテリ・ボッタス                                                                                 | 1位        | 668      | 12     |
| 2018年 | メルセデスAMG・ペトロナス・モータースポーツ         | F1 W09 EQ Power+      | P      | メルセデスM09 EQ Power+ (1.6L V6t)      | ルイス・ハミルトン バルテリ・ボッタス                                                                                 | 1位        | 655      | 11     |
| 2019年 | メルセデスAMG・ペトロナス・モータースポーツ         | F1 W10 EQ Power+      | P      | メルセデスM10 EQ Power+ (1.6L V6t)      | ルイス・ハミルトン バルテリ・ボッタス                                                                                 | 1位        | 739      | 15     |
| 2020年 | メルセデスAMG・ペトロナス・フォーミュラワン・チーム | F1 W11 EQ Performance | P      | メルセデスM11 EQ Performance (1.6L V6t) | ルイス・ハミルトン バルテリ・ボッタス ジョージ・ラッセル                                                              | 1位        | 573      | 13     |
| 2021年 | メルセデスAMG・ペトロナス・フォーミュラワン・チーム | F1 W12 E Performance  | P      | メルセデスM12 E Performance (1.6L V6t)  | ルイス・ハミルトン バルテリ・ボッタス                                                                                 | 1位        | 613.5    | 9      |
| 2022年 | メルセデスAMG・ペトロナス・フォーミュラワン・チーム | F1 W13 E Performance  | P      | メルセデスM13 E Performance (1.6L V6t)  | ジョージ・ラッセル ルイス・ハミルトン                                                                                 | 3位        | 515      | 1      |
| 2023年 | メルセデスAMG・ペトロナス・フォーミュラワン・チーム | F1 W14 E Performance  | P      | メルセデスM14 E Performance (1.6L V6t)  | ジョージ・ラッセル ルイス・ハミルトン                                                                                 | 2位        | 409      | 0      |
| 2024年 | メルセデスAMG・ペトロナス・フォーミュラワン・チーム | F1 W15 E Performance  | P      | メルセデスM15 E Performance (1.6L V6t)  | ジョージ・ラッセル ルイス・ハミルトン                                                                                 | 4位        | 468      | 4      |
| 2025年 | メルセデスAMG・ペトロナス・フォーミュラワン・チーム | F1 W16 E Performance  | P      | メルセデスM16 E Performance (1.6L V6t)  | ジョージ・ラッセル アンドレア・キミ・アントネッリ                                                                     | 3位*       | 236*     | 1*     |

- 太字のドライバーはその年のドライバーズタイトル獲得者。
- 斜体になっているドライバーはスポット参戦など。
- ポイント及び優勝数の太字はその年の最多記録。
- 1954年-1955年はコンストラクターズタイトル未制定（1958年から制定）のため、コンストラクターとしてのポイントやランキングは存在しない。
- * - 今シーズンの順位（現時点）。

## そのほかの参戦レース
1997年にはFIA GT選手権に投入すべくメルセデス・ベンツ・CLK-GTRを短期間のうちに開発、マクラーレン・F1の牙城を崩すことに成功し、同時に「ロードカー」をごく少数AMGが生産した。翌年のル・マン24時間レースにはメルセデス・ベンツ・CLK-LMを投入し（市販車は存在しない）ルマンでは二時間で全車リタイアの憂き目に遭うものの、その後のFIA-GT選手権では圧倒的な強さを見せ、ドライバーズタイトルとメーカーズタイトルの二冠を獲得している。
カミオンがヨーロッパで開催されている「トラックレース」に参戦している他、パリ・ダカールラリーなどのラリーレイド競技において競技車輌やサポートカミオンとして使用されている。特にサポートカミオンとしてはイヴェコ、MAN、ボルボと共に、多数のチームが使用している。
自動車以外では、ヨットレースのアメリカスカップに参戦するINEOS Britanniaと2019年に技術提携を結んでおり、以後ジェイムズ・アリソンなどのF1エンジニアが同シンジケートに出向し競技用ヨットの開発に関わったりしている。

## 車両ギャラリー
- ワークス #1（1954年 - 1955年）

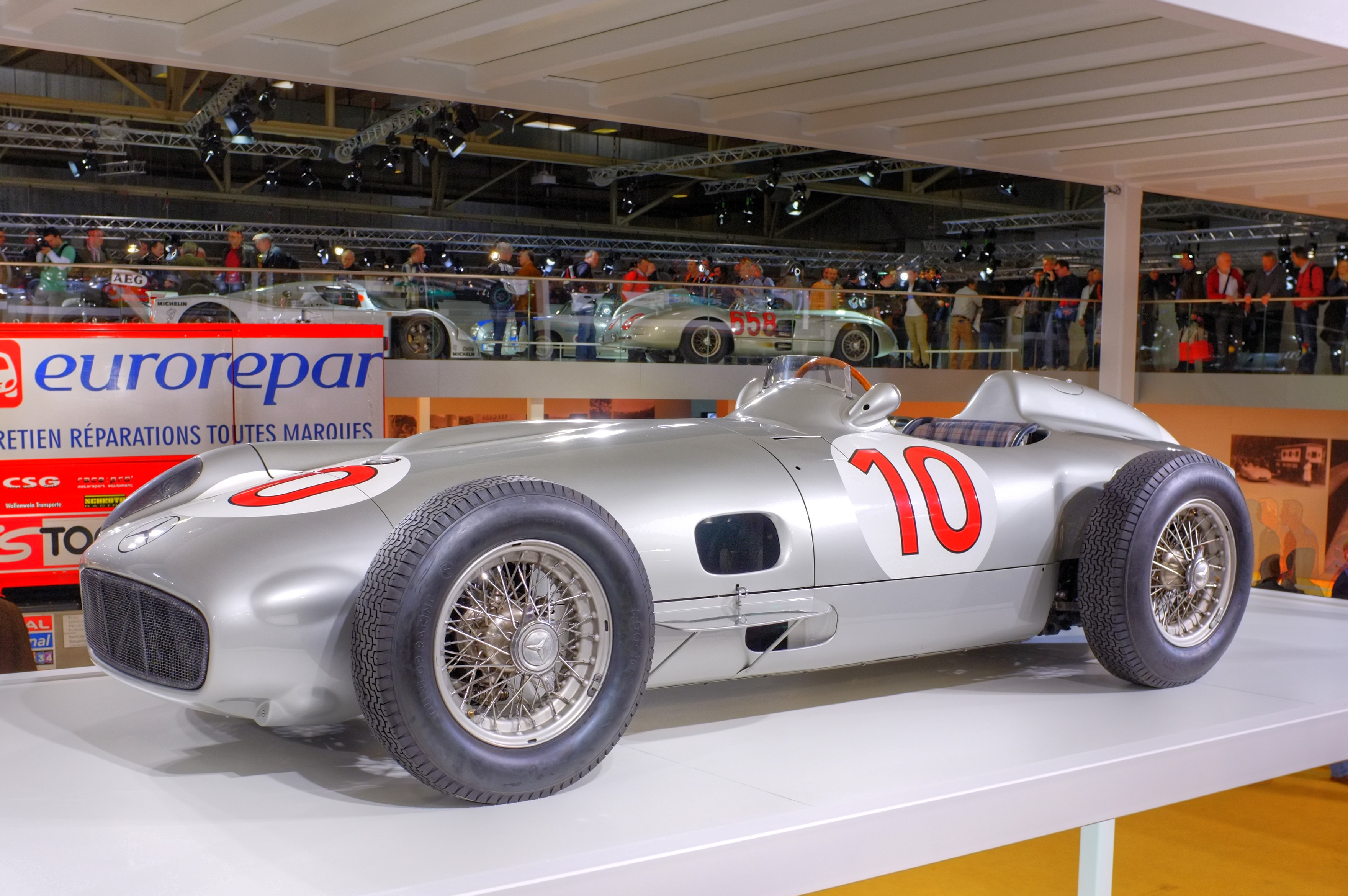
W196R
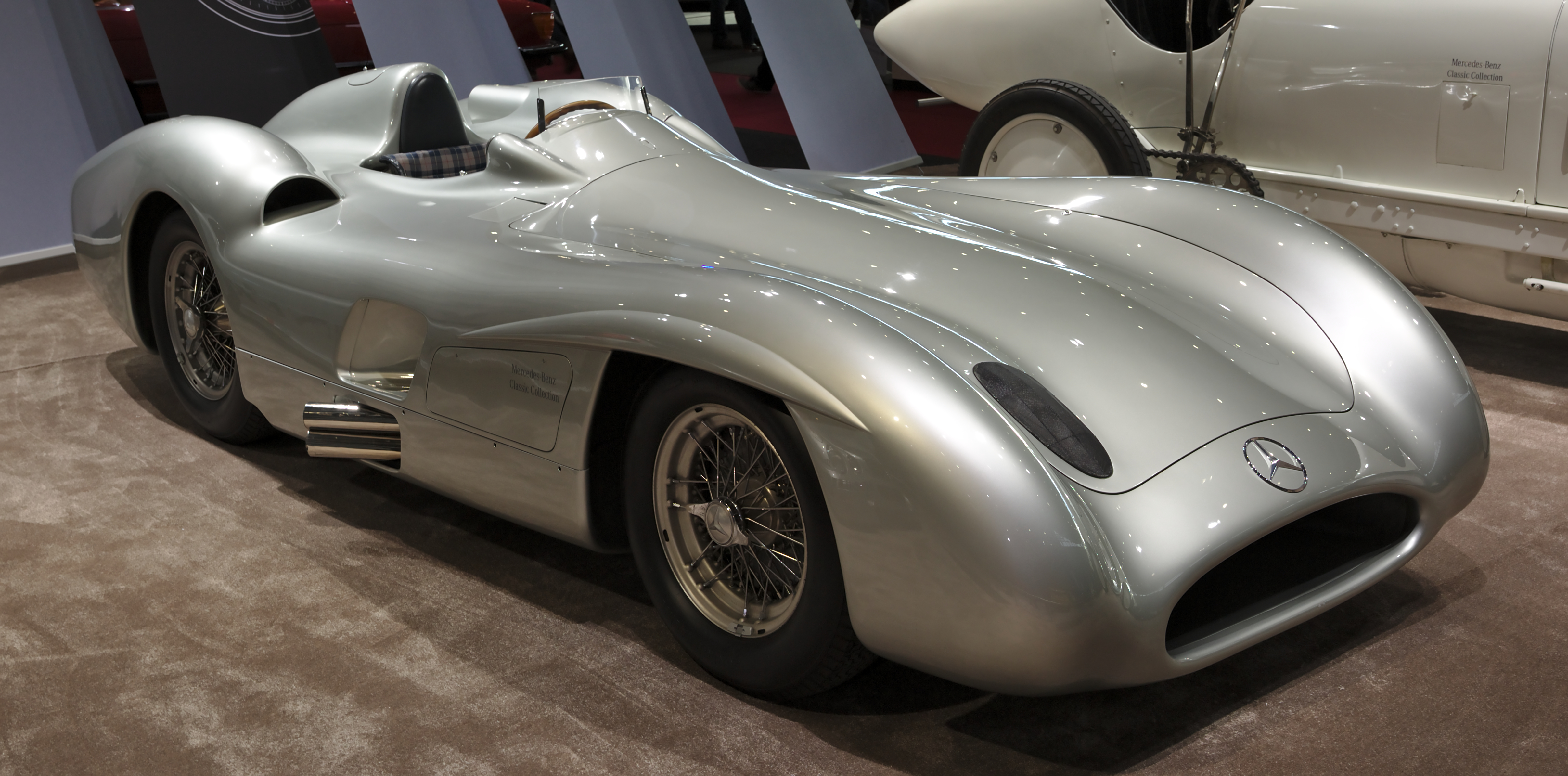
W196Rストリームライン

- ワークス #2（2010年 - ）

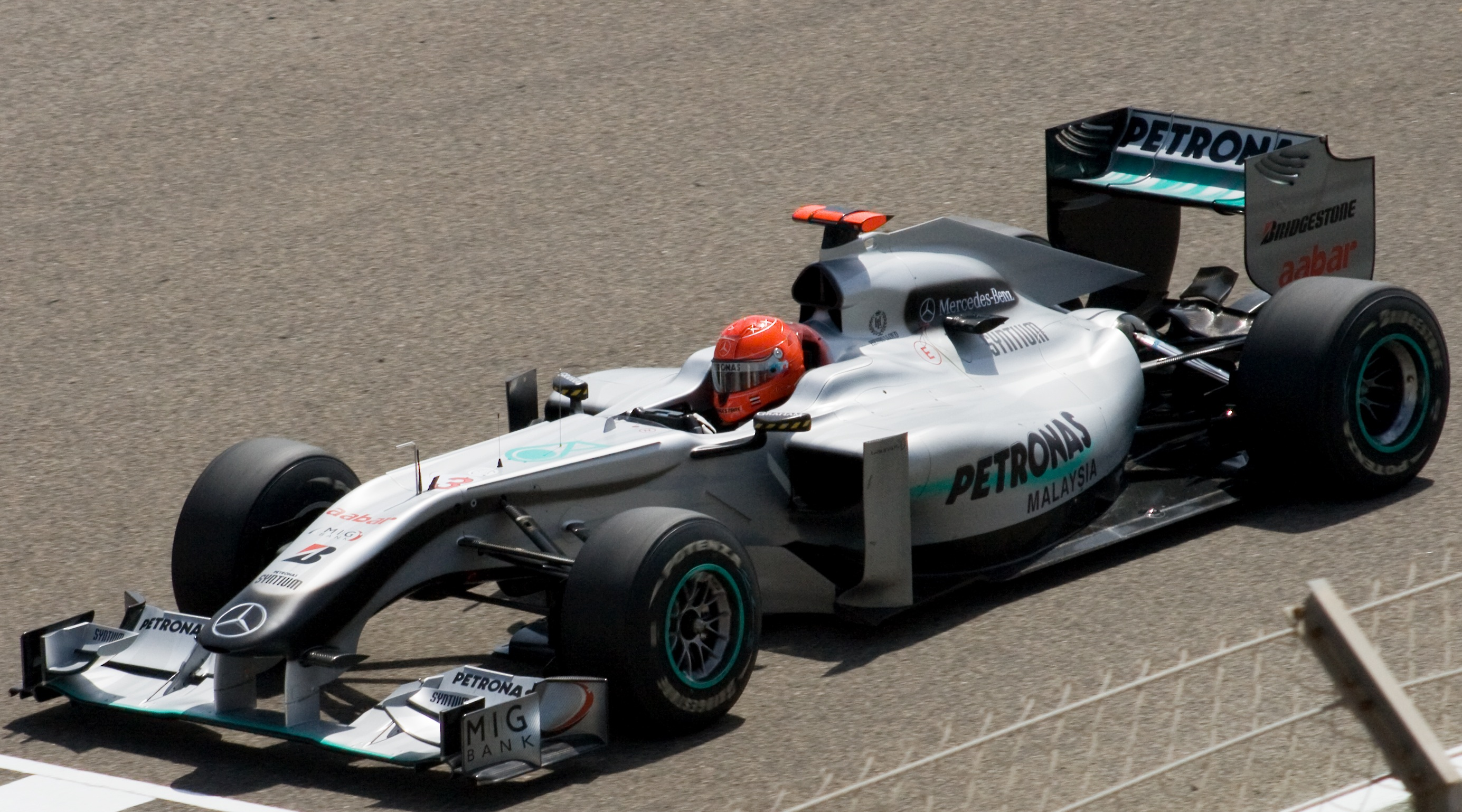
MGP W01
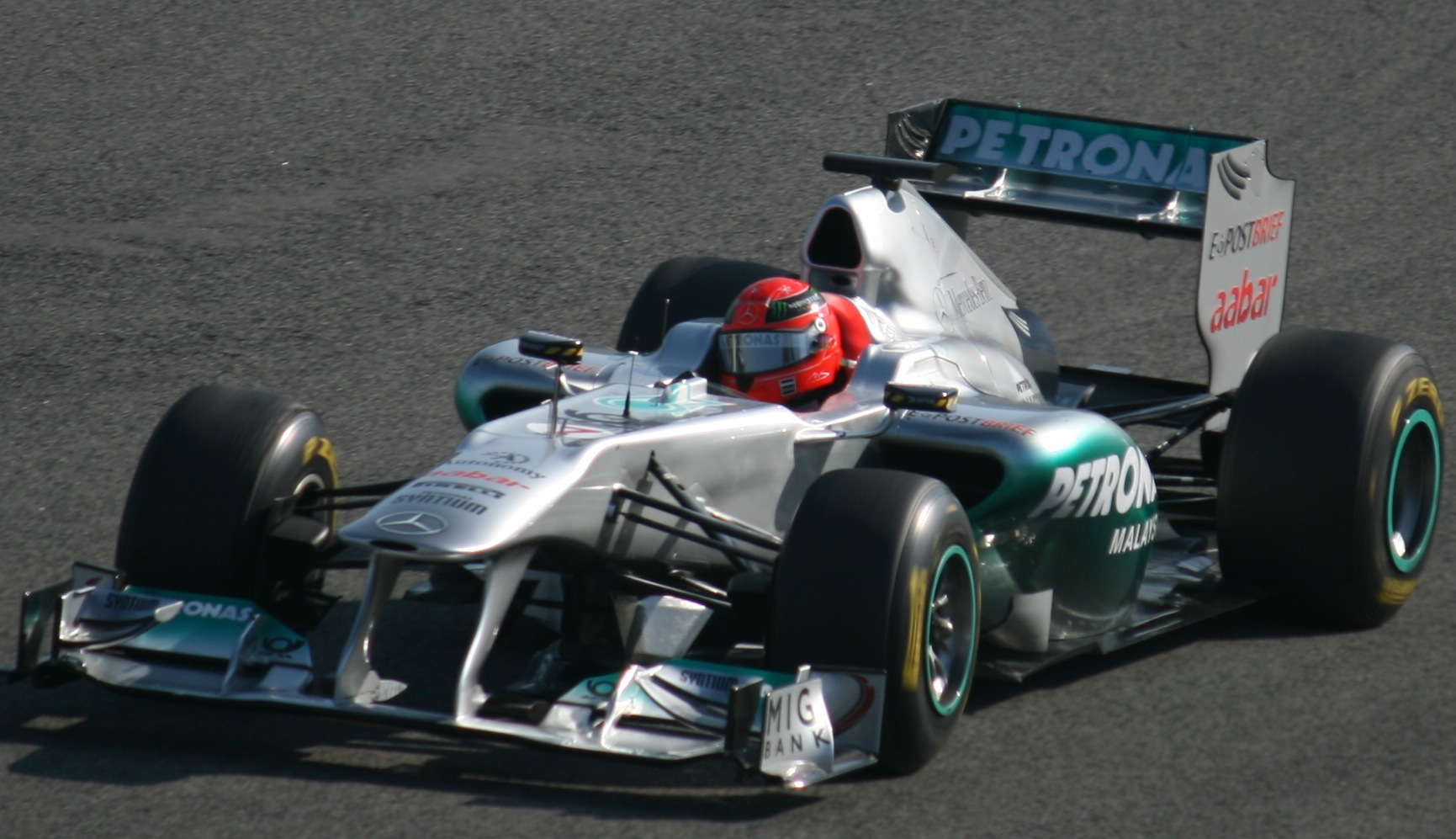
MGP W02
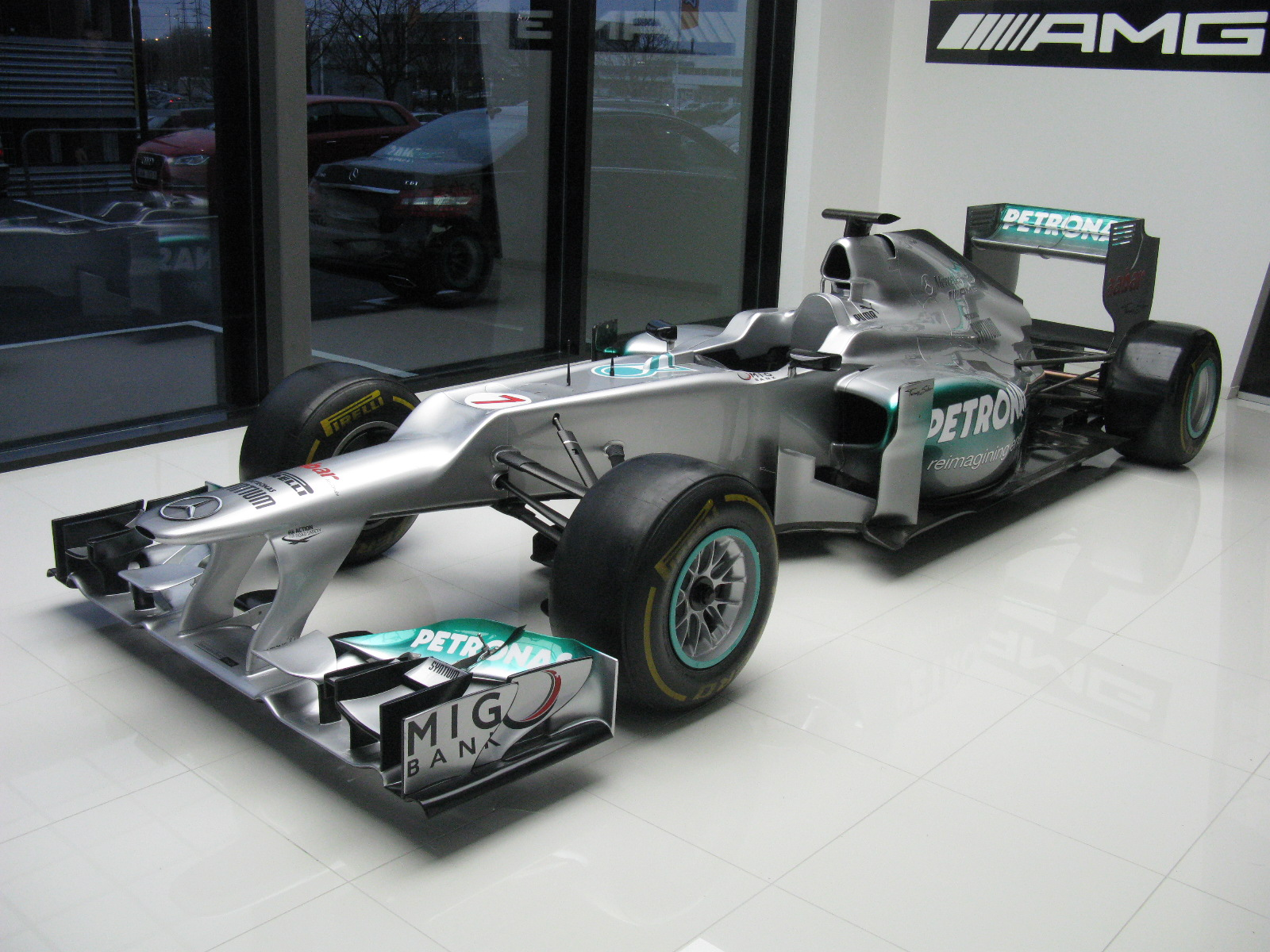
F1 W03
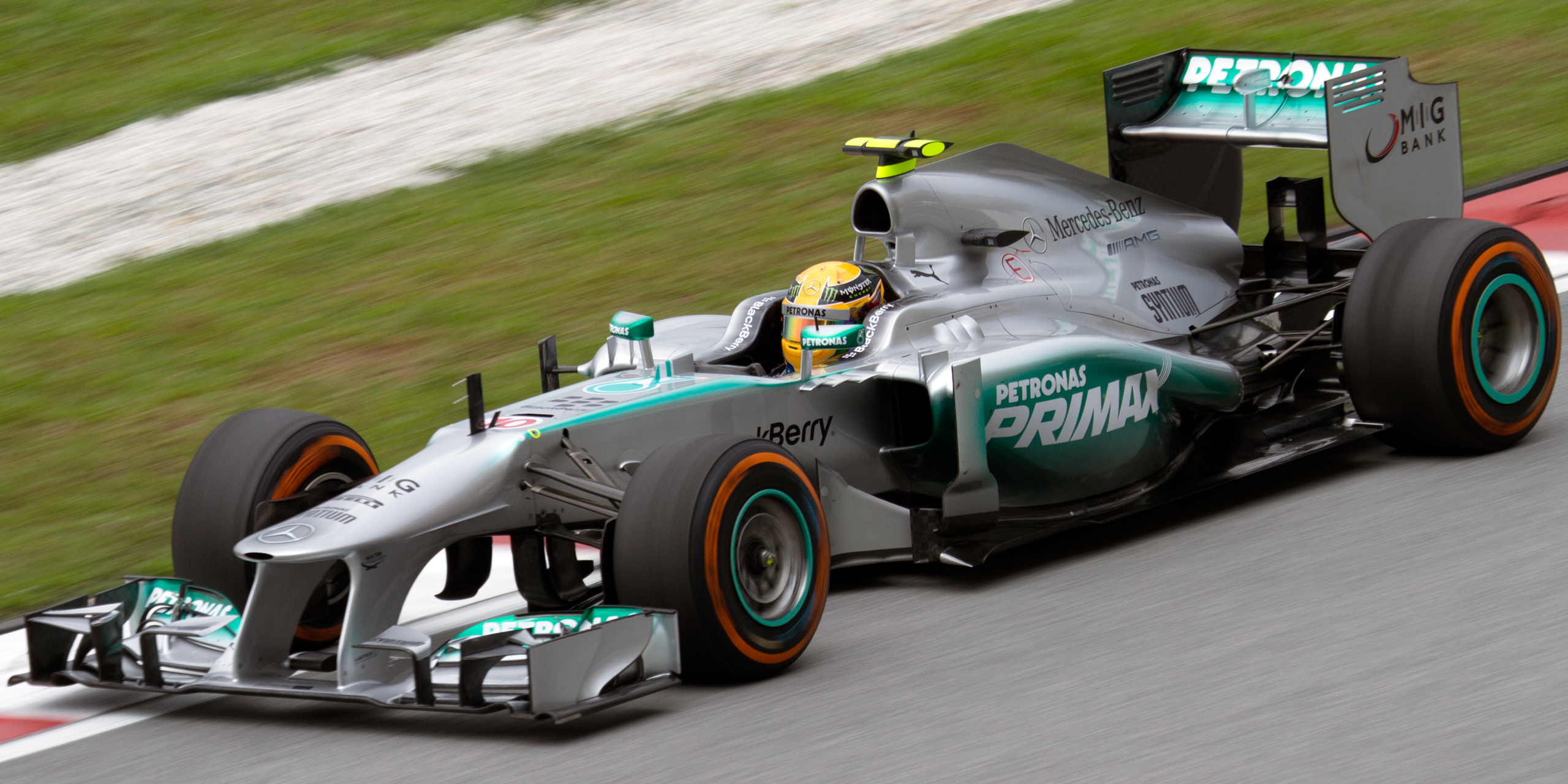
F1 W04
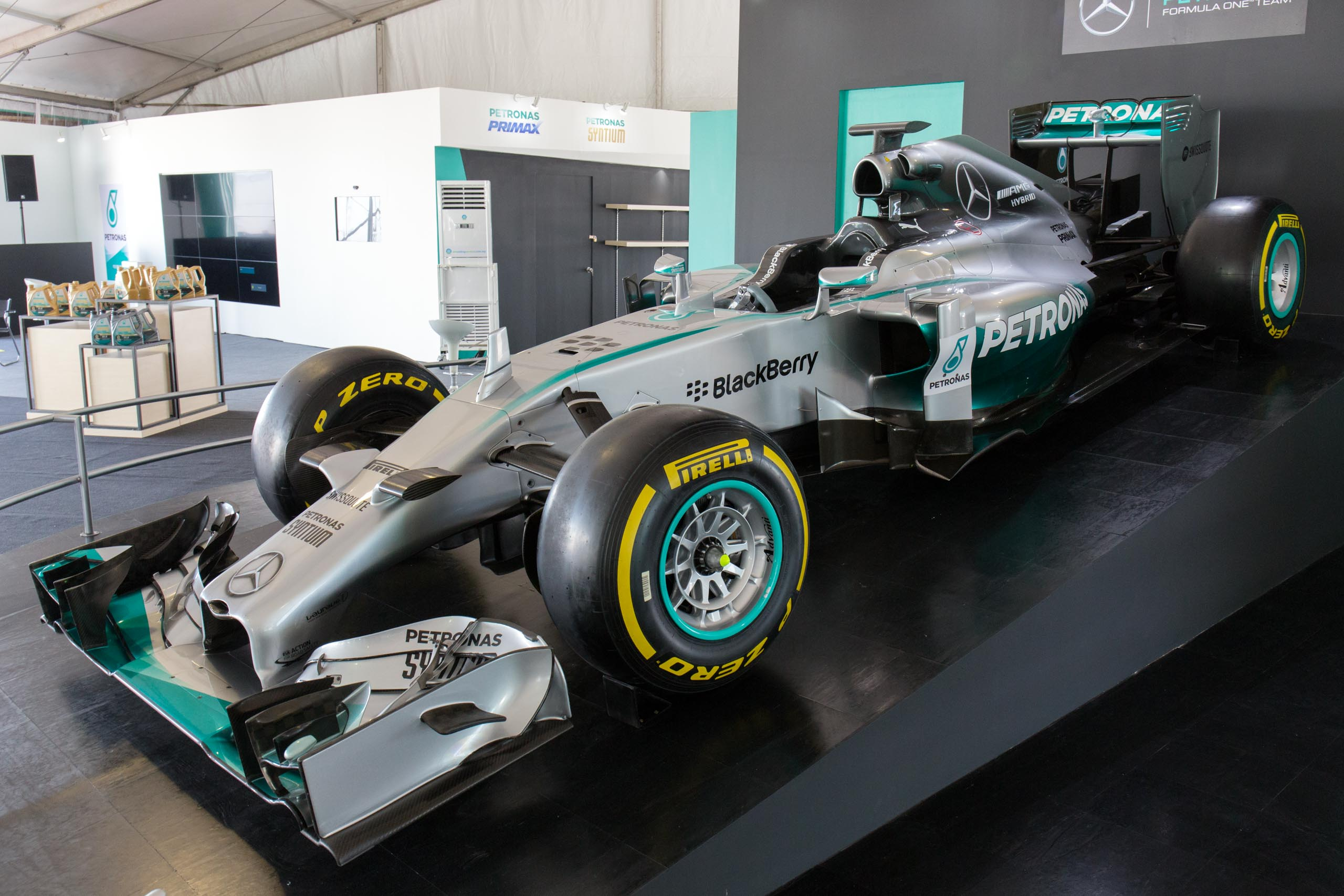
F1 W05 Hybrid
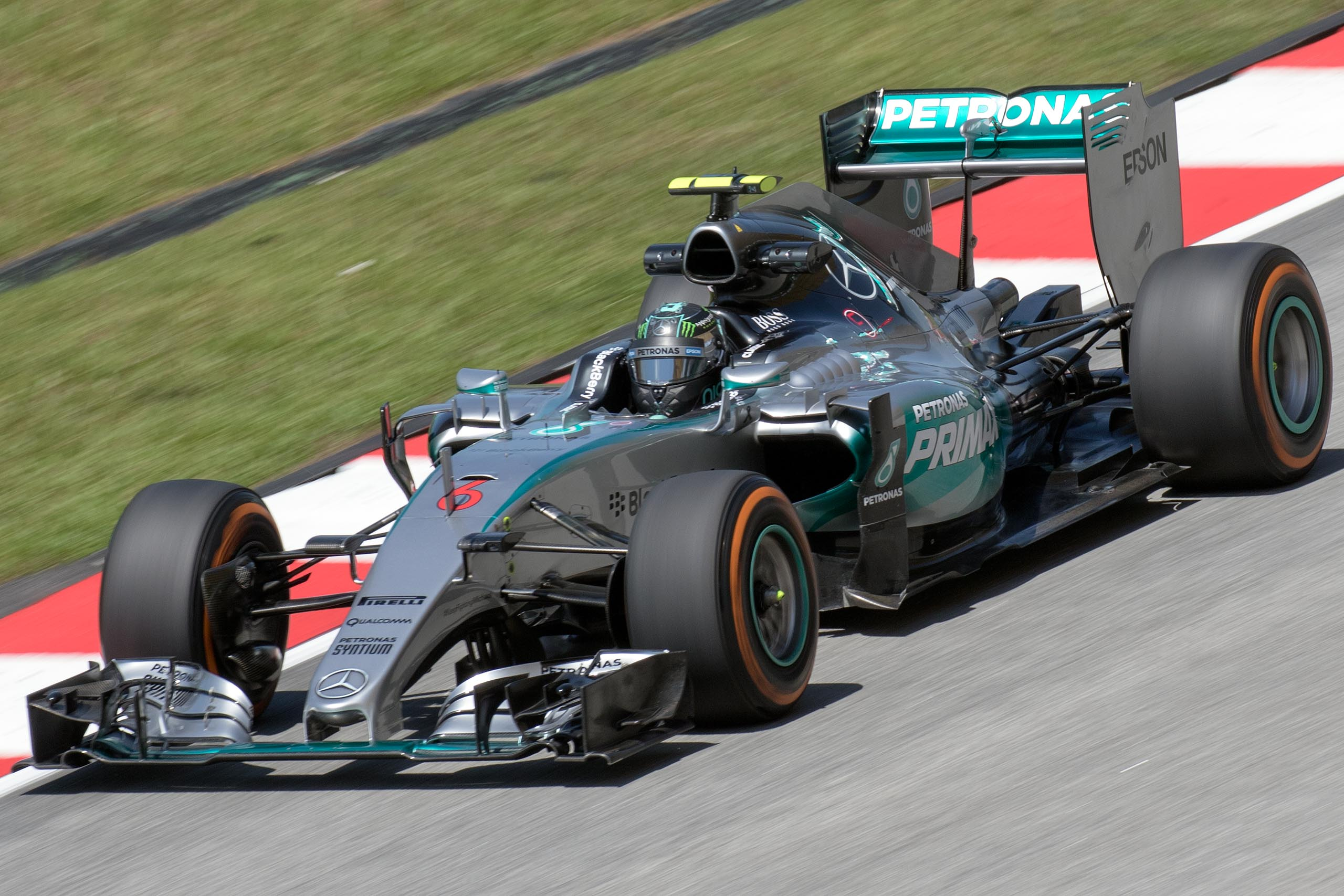
F1 W06 Hybrid
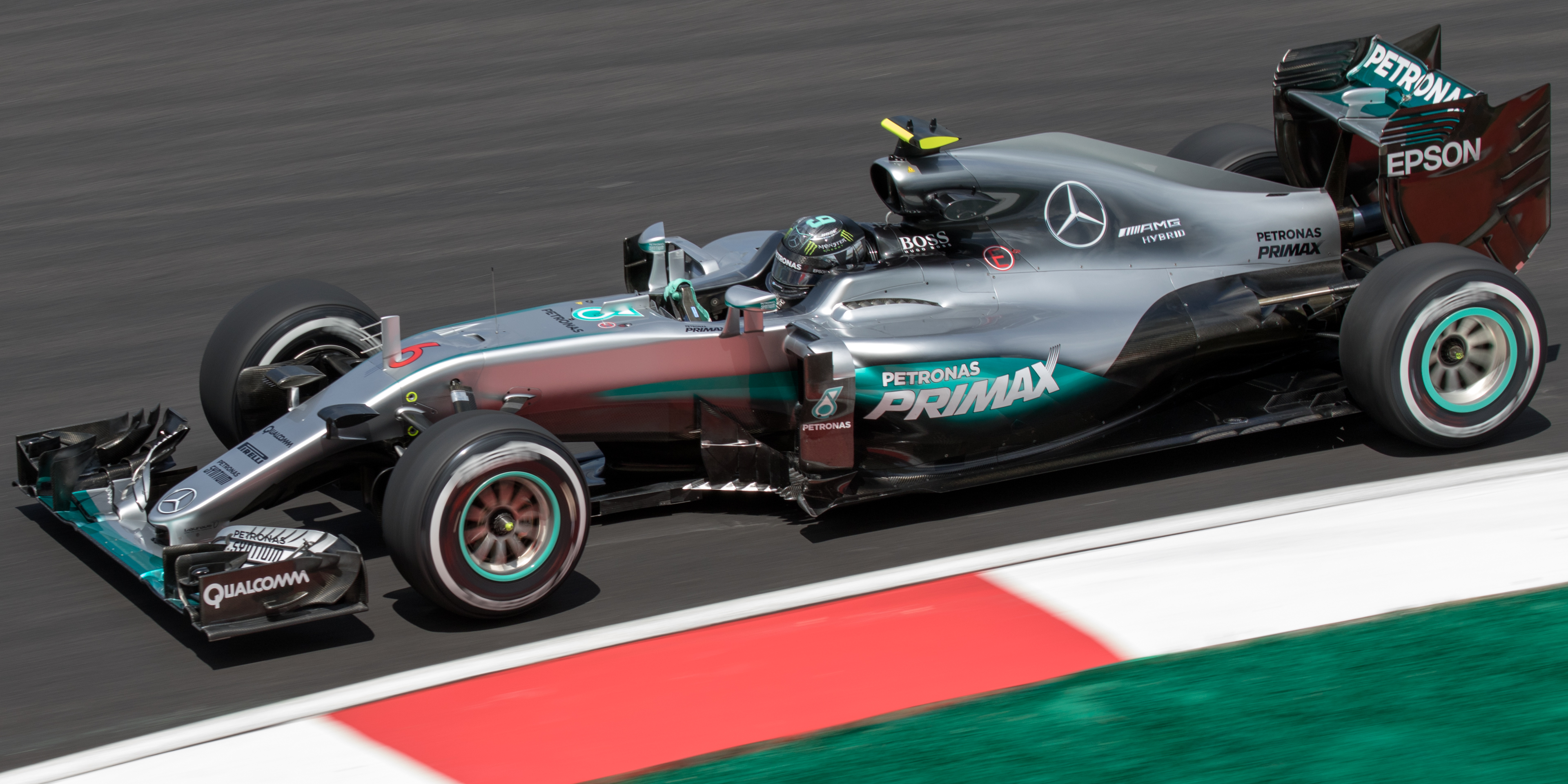
F1 W07 Hybrid
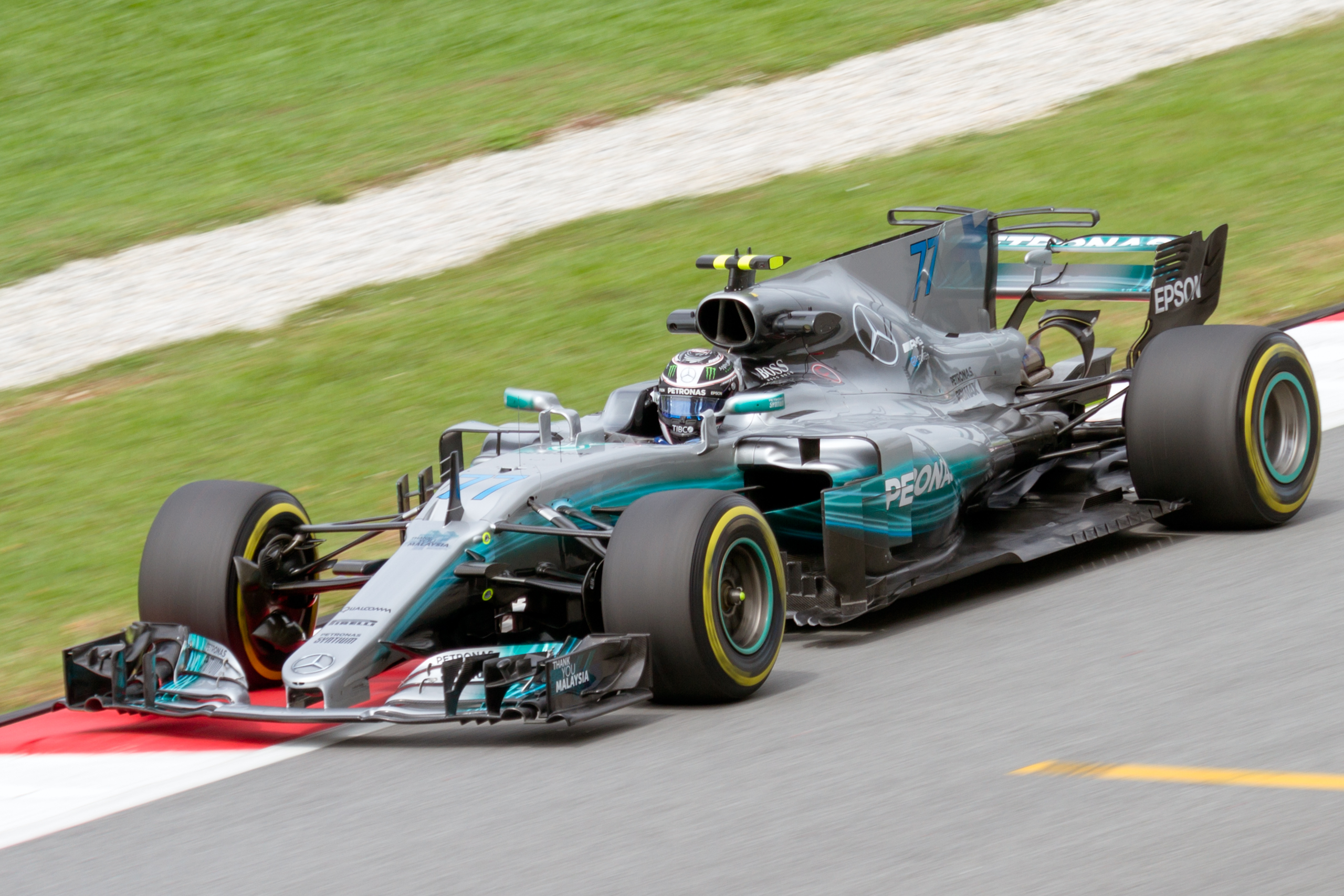
F1 W08 EQ Power+
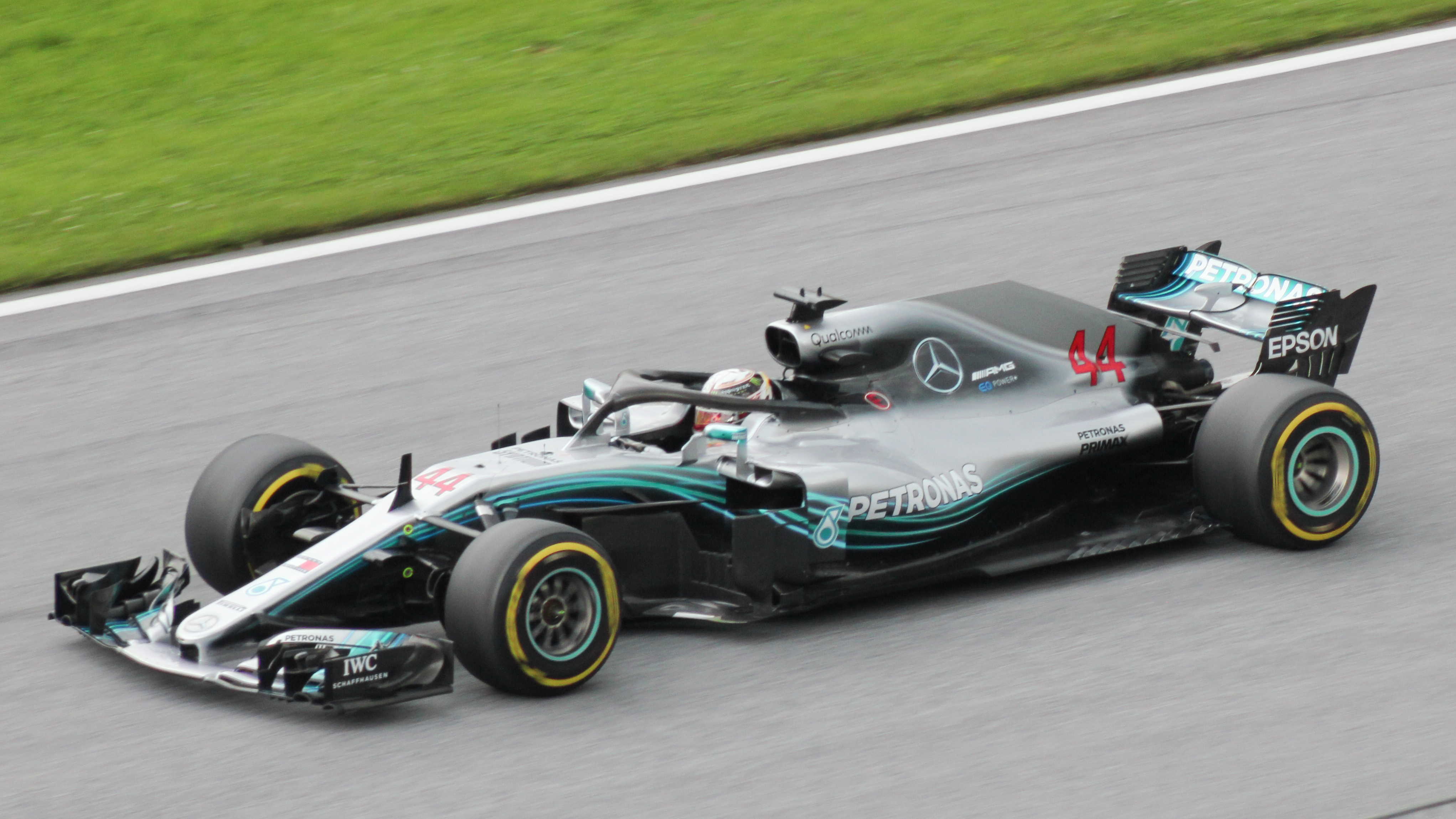
F1 W09 EQ Power+
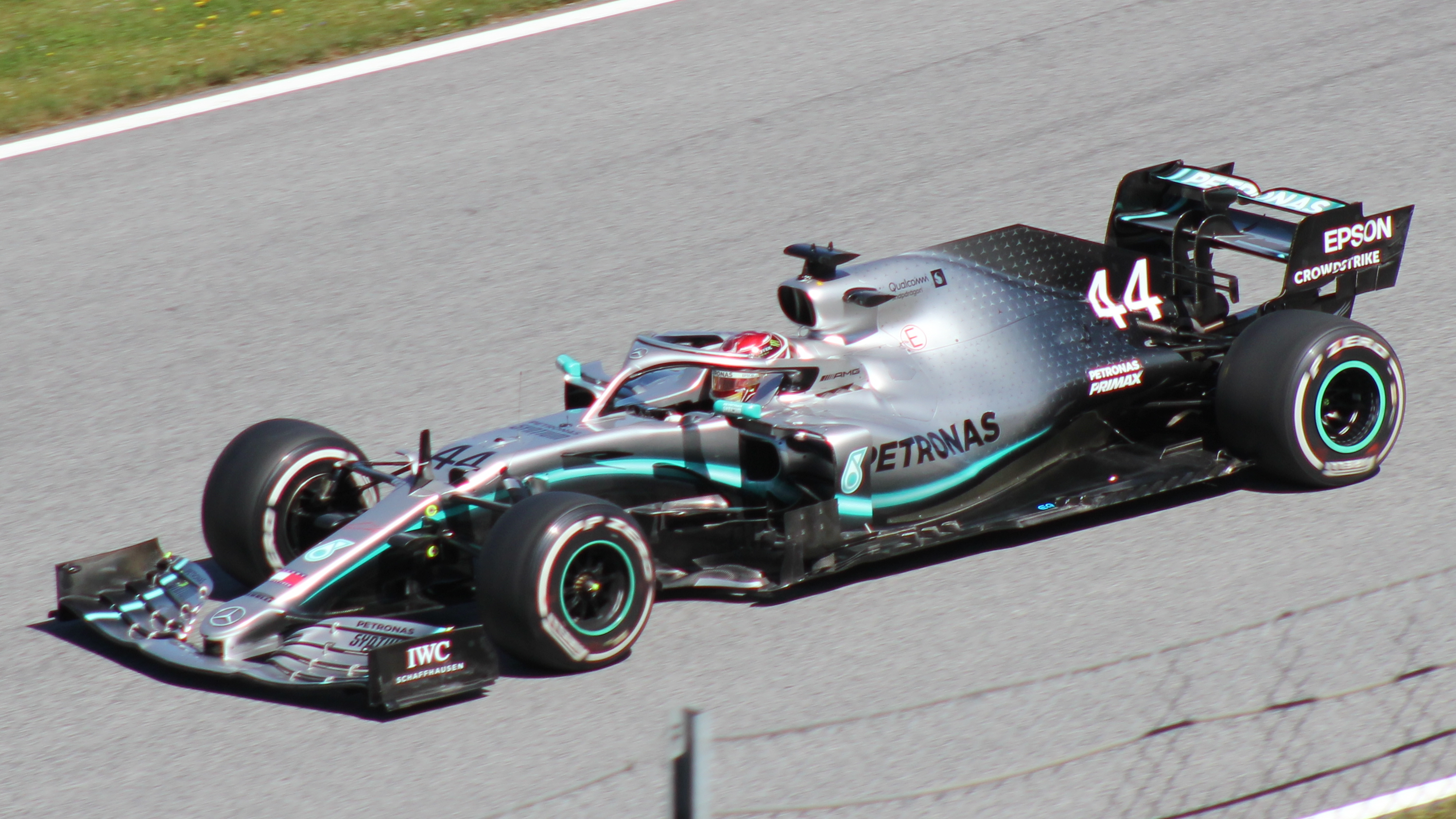
F1 W10 EQ Power+
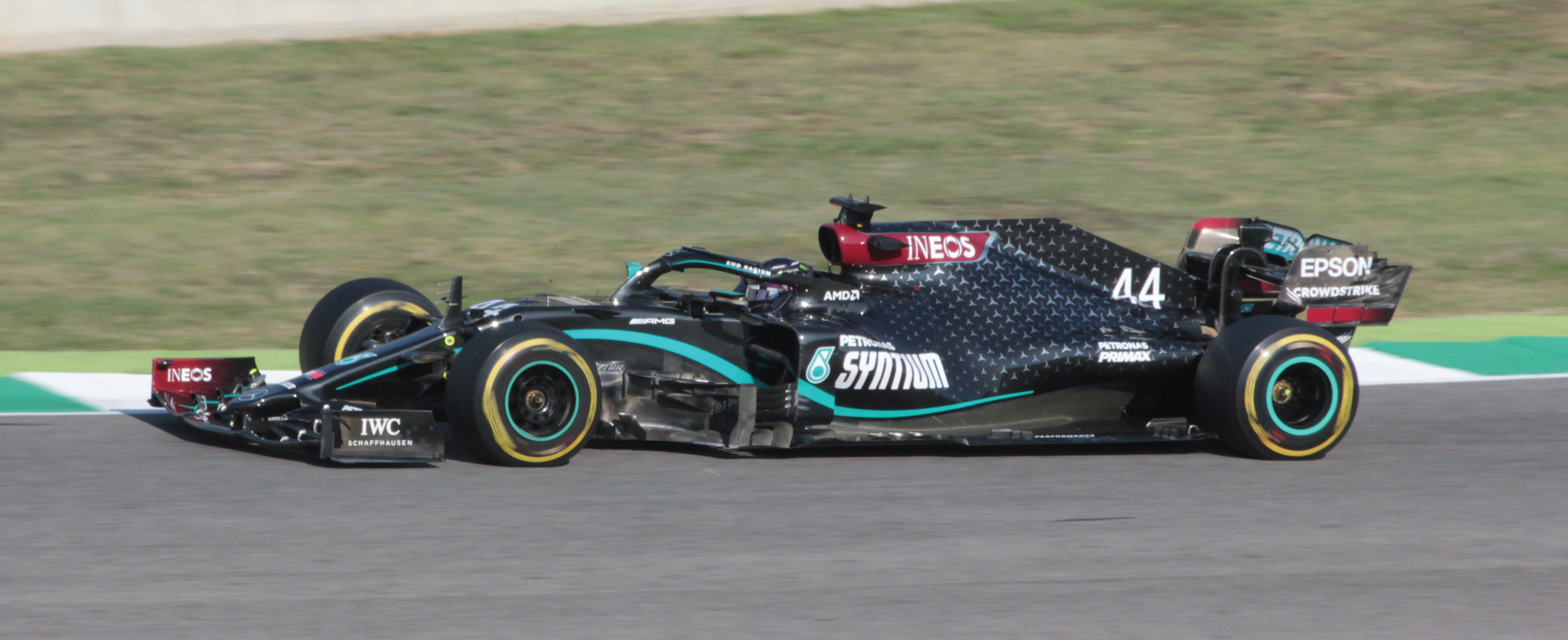
F1 W11 EQ Performance
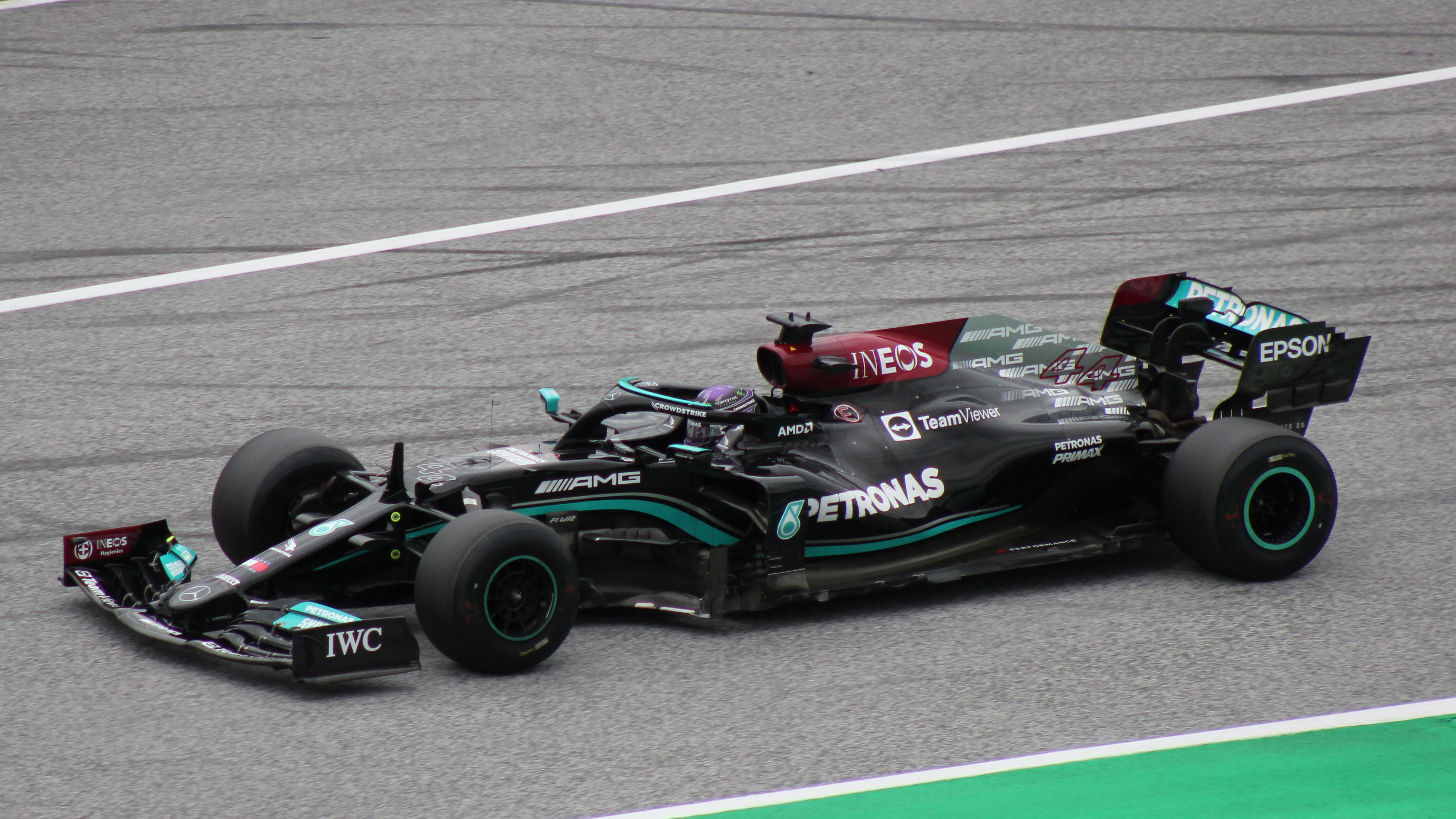
F1 W12 E Performance
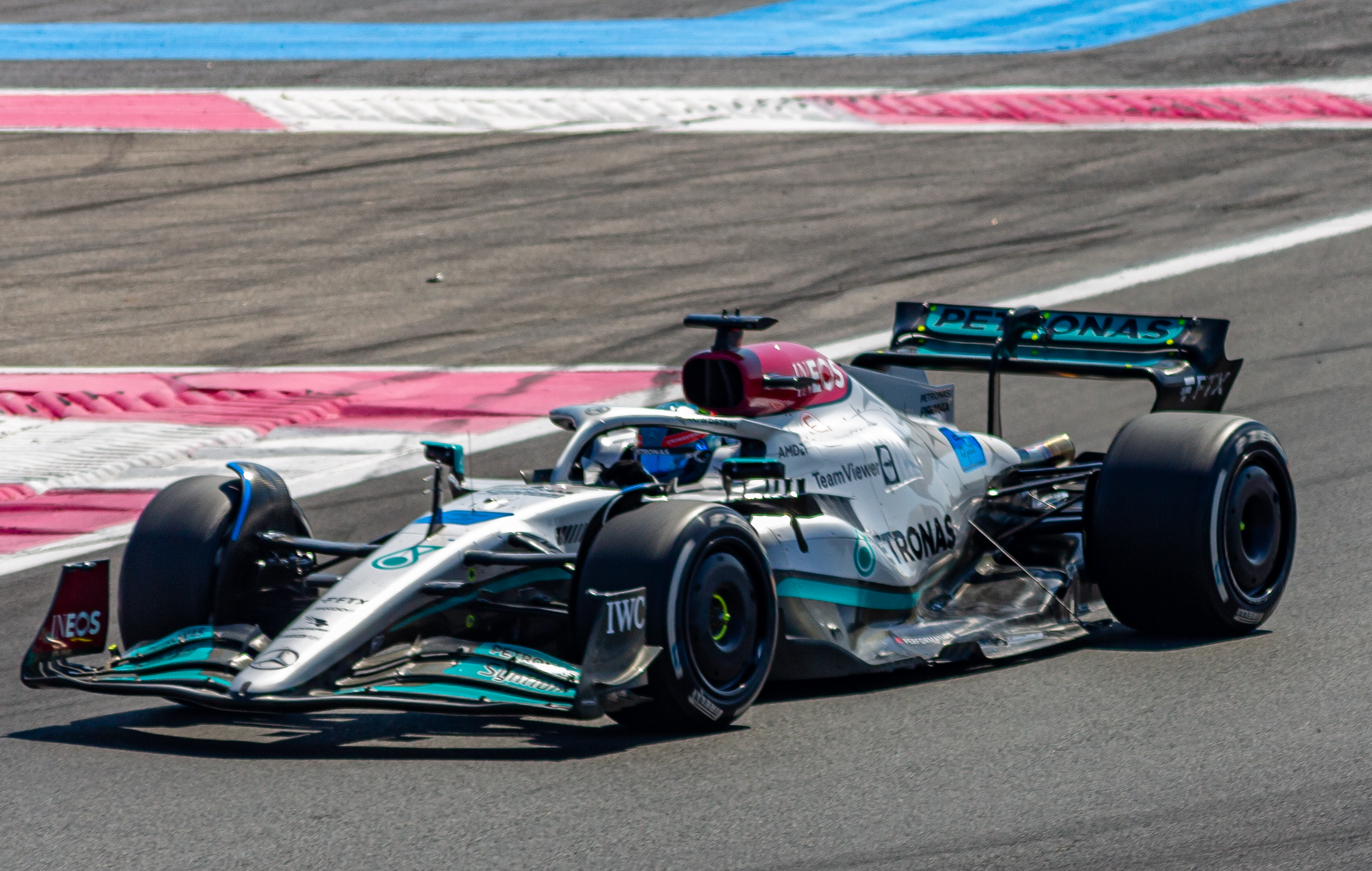
F1 W13 E Performance
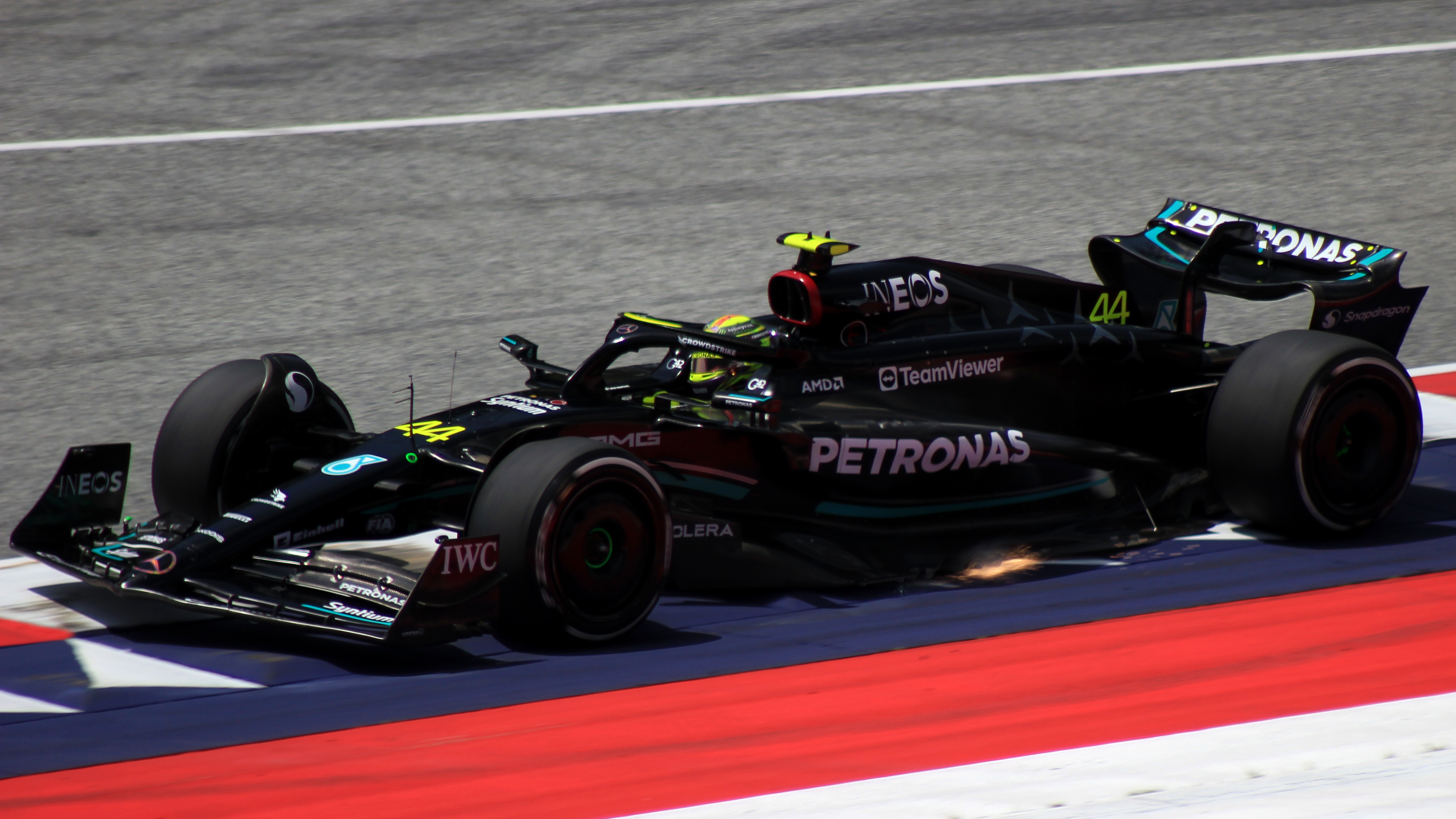
F1 W14 E Performance
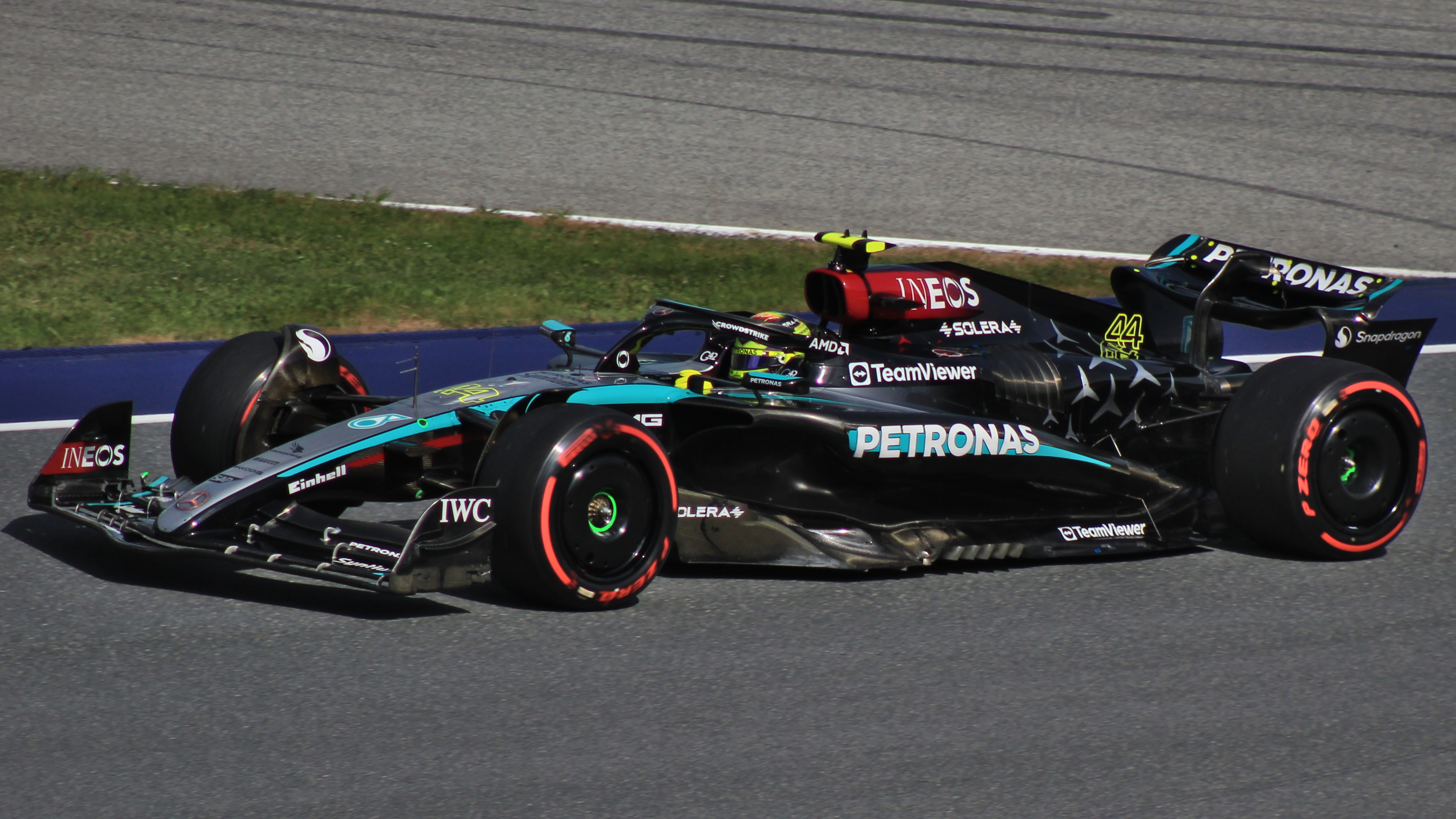
F1 W15 E Performance